# B-52 (航空機)
B-52 ストラトフォートレス
ティンカー空軍基地より飛び立つB-52H-175-BW
61-0036号機 (2014年12月9日撮影)
- 用途：戦略爆撃機
- 分類：爆撃機
- 設計者：ボーイング
- 製造者：ボーイング
- 運用者： アメリカ合衆国（アメリカ空軍）
- 初飛行：1952年
- 生産数：744機
- 運用開始：1955年
- 運用状況：現役
- ユニットコスト：
B-52B：1,443万USドル
B-52H：928万USドル（1962年）
B-52H：5,340万USドル（1998年）

ボーイング B-52 ストラトフォートレス（Boeing B-52 Stratofortress）は、ボーイング社が開発した、アメリカ空軍の戦略爆撃機。愛称のストラトフォートレス（stratofortress）は「成層圏の要塞」を意味する。
1955年に運用が開始されて以降、アメリカ空軍の戦略爆撃機戦力の一翼を担っており、各種改修を行いつつ2025年現在でも運用が行われている。

## 概要
技術的には、先行するボーイングB-47で実証された諸要素を踏まえ大陸間爆撃機（ten ten Bomber）の航続力と兵装搭載力、亜音速の速度性能の機体である。ソ連圏内の目標を自由落下型核爆弾で攻撃するために作られたが、ベトナム戦争では、第二次世界大戦で投下された爆弾を大きく上回る量の絨毯爆撃を行い「死の鳥」と恐れられた。
戦略核攻撃に使用するため、機体中央部は爆弾倉となっており、大型で大重量の初期の核爆弾を搭載可能。初期型は大型の水素爆弾のみの搭載だったが、ベトナム戦争の頃から一部の機体は、通常の自由落下爆弾も搭載可能に改造された。後期型のG型・H型においては、空中発射型の巡航ミサイル（当初はAGM-28 ハウンド・ドッグ、後にSRAMやALCM。いずれも核弾頭装備）を主要兵装としていた。兵器は胴体内の爆弾倉のほか、主翼内側下のパイロンに追加搭載も可能である。また、初期型はターボジェットエンジンを装備していたが、後期型はターボファンエンジンに換装し燃費が向上、航続距離の延長を図った。
降着装置はB-47から踏襲したタンデム式の変形である。機体下部に複列タンデムに並んだ4つの主脚と翼端を支えるアウトリガーを備えている。B-52の主脚はそれぞれがステアリング可能だという点で特徴的である。これは慣性航法装置により計算され、風上を向いている機首方向とは別に主脚を実際の進行方向（滑走路の向き）に自動的に合わせることにより横風着陸（クラブランディング）を容易にし、着陸時の横滑りによるタイヤの損傷（カット・コード）を防止するように工夫されている。
機内は二階建て構造で、操縦席に行くためには梯子を用いる。更に電子機器を多数配置したため非常に狭くなりトイレなどに仕切りはついていない。更に廊下も次第に細くなり天井にもスイッチや機材が占有したため狭くなったため、搭乗員に選ばれる兵士は基本的に低身長で小柄な人が多くなる。射出座席も装備されており上と下にそれぞれ発射されるようになる。初期のB-52は防御銃座は後部に人が座れるように作られていたが、次第に電子機器の更新に伴い全ての乗員が機体前部に集中配置されるようになった。
冷戦の激化とソ連による奇襲核攻撃を恐れたアメリカは、複数のB-52を常に滞空させることにより敵の核攻撃による全滅を防ぎ、いつでも共産圏への報復核攻撃を可能とした「戦略パトロール」(Chrome Dome)を1962年から実施していたが、実弾頭の核兵器搭載によるパトロールは、複数回の墜落による放射能汚染事故を起こし、1968年のチューレ空軍基地米軍機墜落事故を契機に取りやめられた。
一層の攻撃力強化のための空中発射弾道ミサイル「スカイボルト」搭載計画もあったが、技術的困難から1962年に中止された。以後潜水艦発射弾道ミサイルや巡航ミサイルの発展により、この種の計画の検討は行われていない。
なお、冷戦時においてもイギリスや日本、ドイツなどの西側諸国や、革命前のイランなどの友好国の空軍への導入実績はなく、現在に至るまでアメリカ空軍以外で導入、運用実績はない。
2024年時点において、過去数度の近代化改装を施した上でも3-4世代前の古い技術による機体ではあるが、いわゆる「枯れた技術」を基礎としていることから兵器として最も重要な信頼性に結びついており、兵器の搭載能力・米軍再編による戦力再評価などの諸要因もあり戦略・戦術両面における評価が高く、1962年に最終号機を納入し終えてから半世紀以上経つが未だに運用中で、これからも適宜改修し2050年までの運用を予定している。2021年現在、76機保有している。

## 開発

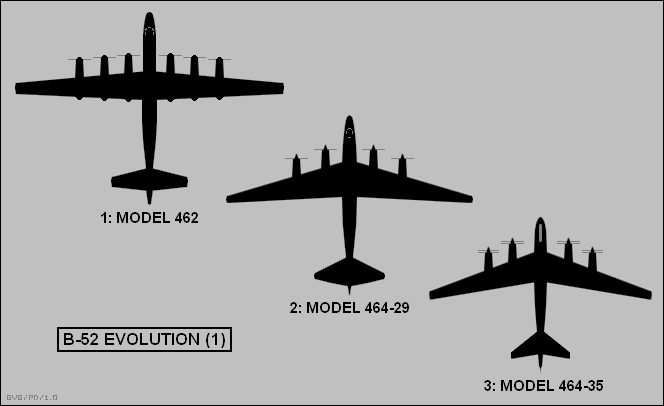
機体の発展（1）。左からモデル462、464-29、464-35

アメリカ軍は時速500km、航続距離8,000kmを超える大型爆撃機の検討を第二次世界大戦中の1945年から行っていた。ボーイングにおいても大型爆撃機の検討・提案を行い、1946年にターボプロップエンジンを6基搭載したモデル462案が採用されXB-52としての開発が開始された。モデル462案には間もなく修正が加えられ、エンジンを4基に変更したモデル464案となっている。

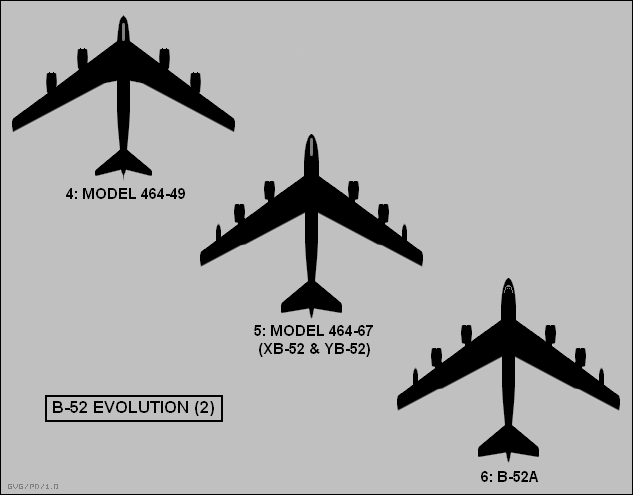
機体の発展（2）。左からモデル464-49、464-67（YB-52とXB-52）、B-52A

その後も核兵器運用能力の追加などの改良が加えられ、1946年中にモデル464-16案や464-17案が検討された。さらに空中給油能力などの改良が加えられ、1948年10月にはターボプロップエンジンを取りやめ、後退翼とジェットエンジンを装備したモデル464-49案が作成された。モデル464-49案を改良したモデル464-67案を基に試作機の製造が開始された。
1950年代に入ると、次期戦略爆撃機をめぐる非公式の競争があった。コンベアはボーイングの計画がゼロから始まるため失敗するリスクがあることに着目し、B-36の部品を共有したYB-60（XB-36G）を試作して、YB-52と競い合った。だが、同じエンジンを同じ数だけ使用しているにもかかわらず、YB-52はYB-60より160km/h以上も速く、操縦が比較的容易であった。唯一YB-52が負けていたのは爆弾搭載量で、YB-52が43,000ポンド（20t）に対してYB-60は72,000ポンド（33t）であったが、アメリカ空軍はそれについては重要視しなかった。そのため、B-60は不採用となり、B-52が次期戦略爆撃機として採用されることになった。

## 運用

### 冷戦期の運用

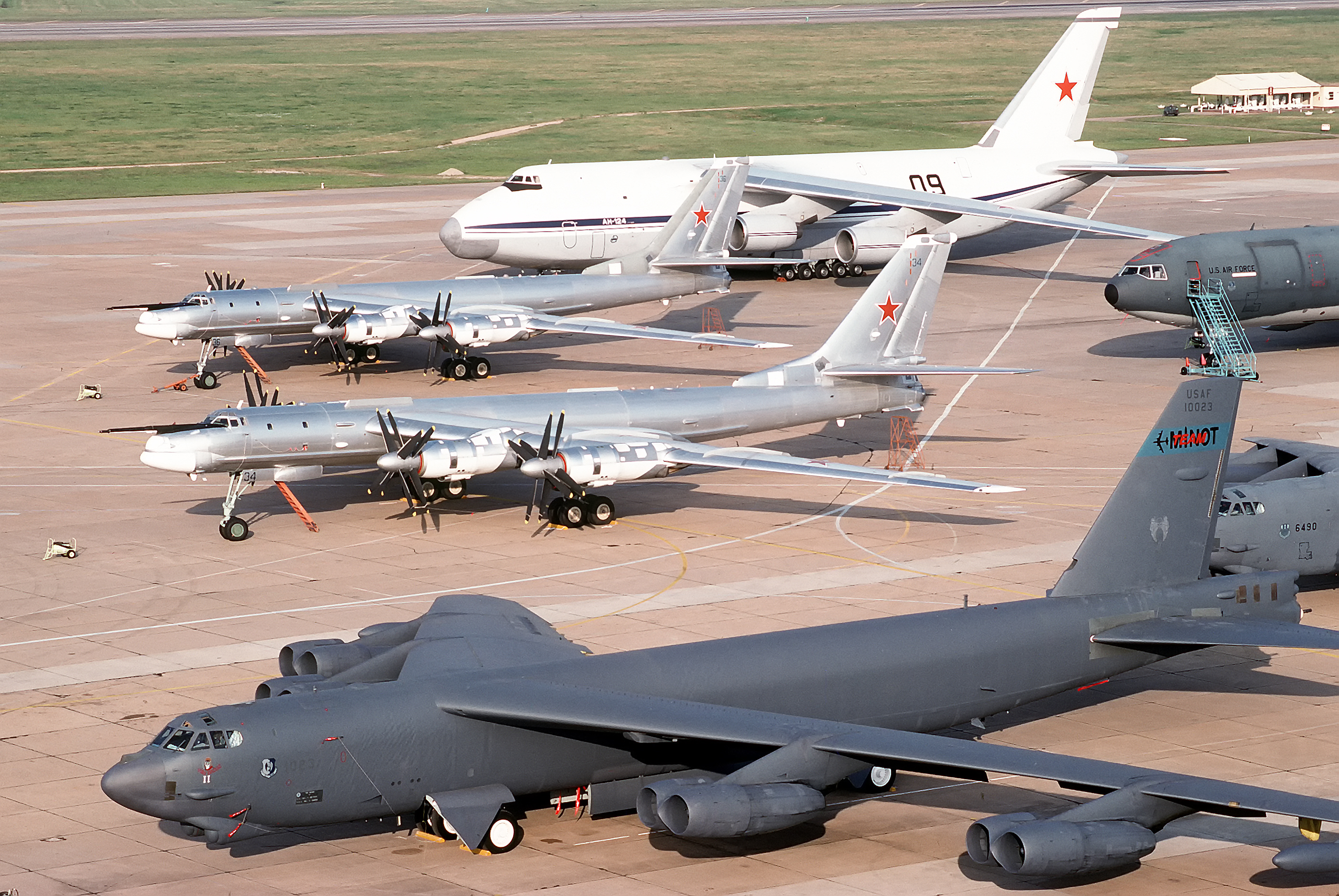
B-52（手前）とソ連のTu-95（中央の2機）。双方は冷戦期の戦略爆撃の主力を担った。最奥は世界最大級の輸送機An-124

冷戦期中、B-52は戦略パトロール任務（airborne alert duty）についた。B-52はソ連の国境の周辺で24時間365日遊弋し、核戦争の際に先制攻撃や報復攻撃を即時行えるように待機していた。
1966年1月17日1機のB-52GとKC-135A空中給油機がスペイン上空で空中衝突事故（パロマレス米軍機墜落事故）を起こした。4発の4メガトン級の核爆弾B28は最終的には回収された。4発の内2発は弾頭の起爆用の通常爆薬が爆発を起こしており、プルトニウムとウランが飛散していた。安全装置は墜落の衝撃と爆発に耐えて核爆発だけは避けられた。事故後、1,400トンの汚染された土がアメリカに運ばれた。衝突事故と土壌汚染のリスクの高さから、以降常時飛行のパトロールは中止された。2006年に事故による汚染の調査と除去についてアメリカとスペインの間で協定が結ばれた。
1968年1月22日、同じく4発の核爆弾を搭載したB-52Gがグリーンランドのチューレ空軍基地に緊急着陸しようとして海氷上に墜落した（チューレ空軍基地米軍機墜落事故）。それによる火災は放射能汚染を発生させ、除去には同年9月まで要した。

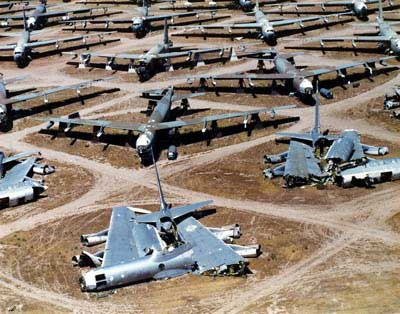
START I批准により、アリゾナ州デビスモンサン空軍基地で廃棄処分されたB-52

1973年10月の第四次中東戦争ではソ連がエジプトとシリア側として参戦すると表明した。対抗措置としてリチャード・ニクソン大統領は軍の警戒レベルをデフコン3に引き上げた。その一環として、メルヴィン・レアード国防長官はB-52部隊に即時の戦闘態勢を命じ、燃料と兵器を満載したB-52がグリーンランドの周囲で上空待機することとなった。これを受けてソ連は参戦を断念した。
B-52は陸上配備ミサイル、潜水艦搭載ミサイルと共に戦略核兵器の三本の柱の一つであり続けた。また戦略パトロール任務を外れたG型の一部は、AGM-84 ハープーン空対艦ミサイルを搭載可能に改造され、洋上哨戒を行い、ソビエト海軍の艦船に対抗した。
B-52の代替機としてB-1B ランサーが登場したものの、B-52の初期型とFB-111の代替に終わった。
ソビエト連邦の崩壊後、第一次戦略兵器削減条約（START I）により365機のB-52が廃棄されることとなり、ロシアは偵察衛星及び監視員によって廃棄の進行状況を監視した。
1991年にB-52は戦略航空軍団において24時間の警戒態勢から解かれた。

### 実戦参加
B-52は核兵器ではなく、通常爆弾や通常弾頭ミサイルを搭載して多くの実戦に参加している。

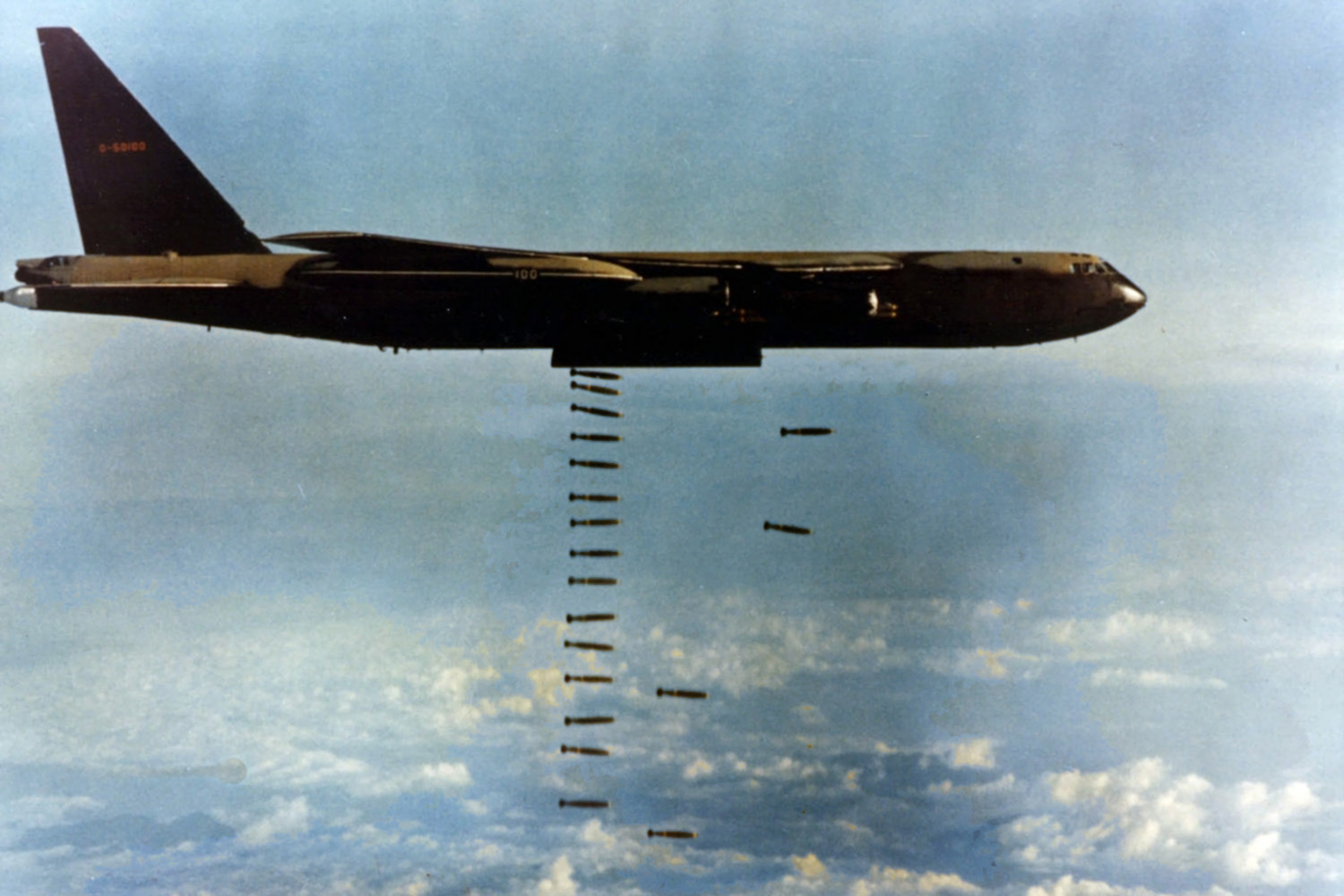
爆弾を投下するB-52D（1960年代）

初参戦となったのはベトナム戦争である。1965年2月7日、リンドン・ジョンソン大統領はアメリカ軍将校殺害の報復として解放戦線勢力圏と同時に、トンキン湾事件報復を口実として首都・ハノイ市などの北ベトナム中枢への爆撃（北爆）を命令。いわゆる「フレイミング・ダート作戦」で、3月からは本格的な北爆である「ローリング・サンダー作戦」が開始された。
B-52は、グアム島や当時アメリカ統治下の沖縄本島のアメリカ軍基地から、北ベトナムまで長距離飛行し、絨毯爆撃を行って帰還した。参加したのは主に通常爆弾を大量に搭載可能に改造したD型で、100発以上の無誘導爆弾を満載して連日出撃した。
北爆に向かうB-52の進路や機数はグアムや沖縄沖で、ソ連や中華人民共和国のレーダーを搭載した偽装漁船から逐次、北ベトナム軍の司令部に報告されていた。ベトナム戦争中、北ベトナム軍のMiG-19やMiG-21などの迎撃戦闘機や対空砲火、地対空ミサイルのほか、事故により31機のB-52が喪失した。だが、強力な電波妨害装置と大量の爆弾搭載量による度重なる爆撃で、ハノイをはじめとする北ベトナムの主要都市の橋や道路、発電所や浄水場などのインフラへ大きな被害を与え、戦後も長く市民生活に影響を残した。
1968年に北爆を中断するが、その後、1972年5月8日に、リチャード・ニクソン大統領は北爆再開を決定した。いわゆる「ラインバッカー I作戦」である。この作戦は、圧倒的な航空戦力を使ってホーチミン・ルートを遮断し、アメリカ地上軍の削減と地上兵力の南ベトナム化を進め、また北ベトナム軍の戦力を徹底的に削ぐことにより、北ベトナム政府の態度を迅速に講和へ向けることを狙った作戦でもあった。アメリカ空軍は第二次世界大戦以来の本格的な戦略爆撃を行う事を決定し、軍民問わない無差別爆撃をした。本作戦では従来の垂れ流し的な戦力の逐次投入をやめて戦力の集中投入に切り替えた。特に12月18日に開始された「ラインバッカー II作戦」では、150機のB-52による700ソーティーにも及ぶ夜間絨毯爆撃でハノイやハイフォンを焼け野原にした。
アメリカ軍による空爆は、北ベトナム国民のみならず南ベトナム国民にさえ大量の死傷者を出し、北ベトナム軍と国民にも、少なからず厭戦的な意識を植え付けた。北ベトナム軍にとって幸いなことに、クリスマス時の再度の北爆は、国際世論の猛反発を受け短期間で中止されたが、アメリカの目論見通り、この空爆は北ベトナム政府を講和交渉のテーブルにつかせ、パリ協定の締結に繋がることとなる。
ただしB-52も無傷では済まず、「ラインバッカー I、II」両作戦では北ベトナム側の猛反撃を受け、D型11機、G型6機がSA-2「ガイドライン」地対空ミサイルで撃墜される。特にG型は、東南アジア向け電子戦装備のD型に対し核攻撃用の装備しかなく、12月18日から21日までの短期間で6機喪失の甚大な被害を受けた。これを受けて、G型はハノイ爆撃の任からは外されている。一方で、迎撃に当たってきた北ベトナム空軍のMiG-21を2機のB-52Dが尾部銃座からの銃撃で1972年12月18日と24日にそれぞれ1機ずつ撃墜しており、これらは2024年現在に至るも「爆撃機が防御機銃で戦闘機を撃墜した記録」としては最新のものである。
湾岸戦争ではディエゴガルシア島などを基地にして、無誘導爆弾のみならず巡航ミサイルも使用し、35基のAGM-86C CALCMを発射した。
その後、開発されたGPS/INS誘導爆弾（Joint Direct Attack Munition） 搭載により精密爆撃が可能となり、2001年のアフガニスタン侵攻および2003年のイラク戦争でもインド洋のディエゴガルシア島から発進し、JDAMを使用して爆撃を行った。
これらの冷戦下から冷戦後にかけて行われた戦争において、滞空時間が長く多量の爆弾を搭載できるB-52爆撃機の存在は高い評価を受けた。

### 運用の長期化
B-52は2024年現在、原型のXB-52のロールアウト（1951年）から既に70年、H型の最終号機のロールアウト（1962年）から数えても半世紀以上に渡り配備が続いている。G型、H型で大幅な改良を受けたとはいえ、これほどの長寿は爆撃機としてはもちろん、航空機全般の中でも極めて異例といえる。ここまで長い運用は当初から予定されたものではなかった。これはB-52の後に様々なタイプの戦略爆撃機を開発・採用されながらも、B-52を完全に代替するものではなかったことによる。

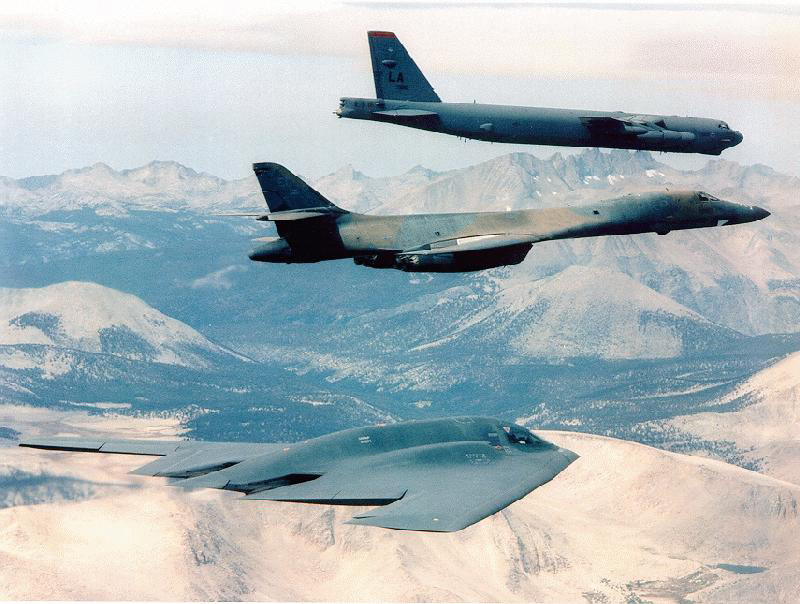
B-52（上）と飛行するB-1B（中）とB-2（下）。共にB-52を完全に置き換えるには至らなかった

B-58超音速爆撃機は速力でB-52を遙かに上回ったが「高空を高速で飛行し、敵の防空網を突破する」という基本戦術が対空ミサイルの発達により価値を失い、また空対地ミサイルの運用能力がないなど進歩する兵器に対応ができず、短期間で姿を消した。マッハ3の超高速爆撃機XB-70は、高コストが災いして試作のみで終わった。またB-58、B-2などは、ペイロードでB-52に及ばなかった。
結局、これらの新型機は超音速飛行やステルス性などの性能を要求され「多種多様な兵器を、大量に搭載し、遠方に投入・投下する」性能についてはB-52以上の内容を要求されることはなかった。また、盛り込まれた新技術は整備・維持の困難を招き、B-58やB-2のように、アメリカ本土以外の前線基地、例えば東南アジアや中東では運用がままならない機体もあった。調達・運用コストも総じて高価で、B-52を代替するのに必要な数を揃えることは困難だった。一方、新型機がことごとく行き詰まるのを尻目に、B-52はアメリカ空軍の圧倒的な航空優勢を背景に、その搭載能力と航続力を生かし、核兵器から、大量の通常爆弾、巡航ミサイルをはじめとする精密誘導兵器と、時代と共に進歩する兵器に柔軟に対応していった。余り知られていない事だが、空対艦ミサイルを大量に積んで広範囲の海上を長時間哨戒飛行が可能という面も持っている。

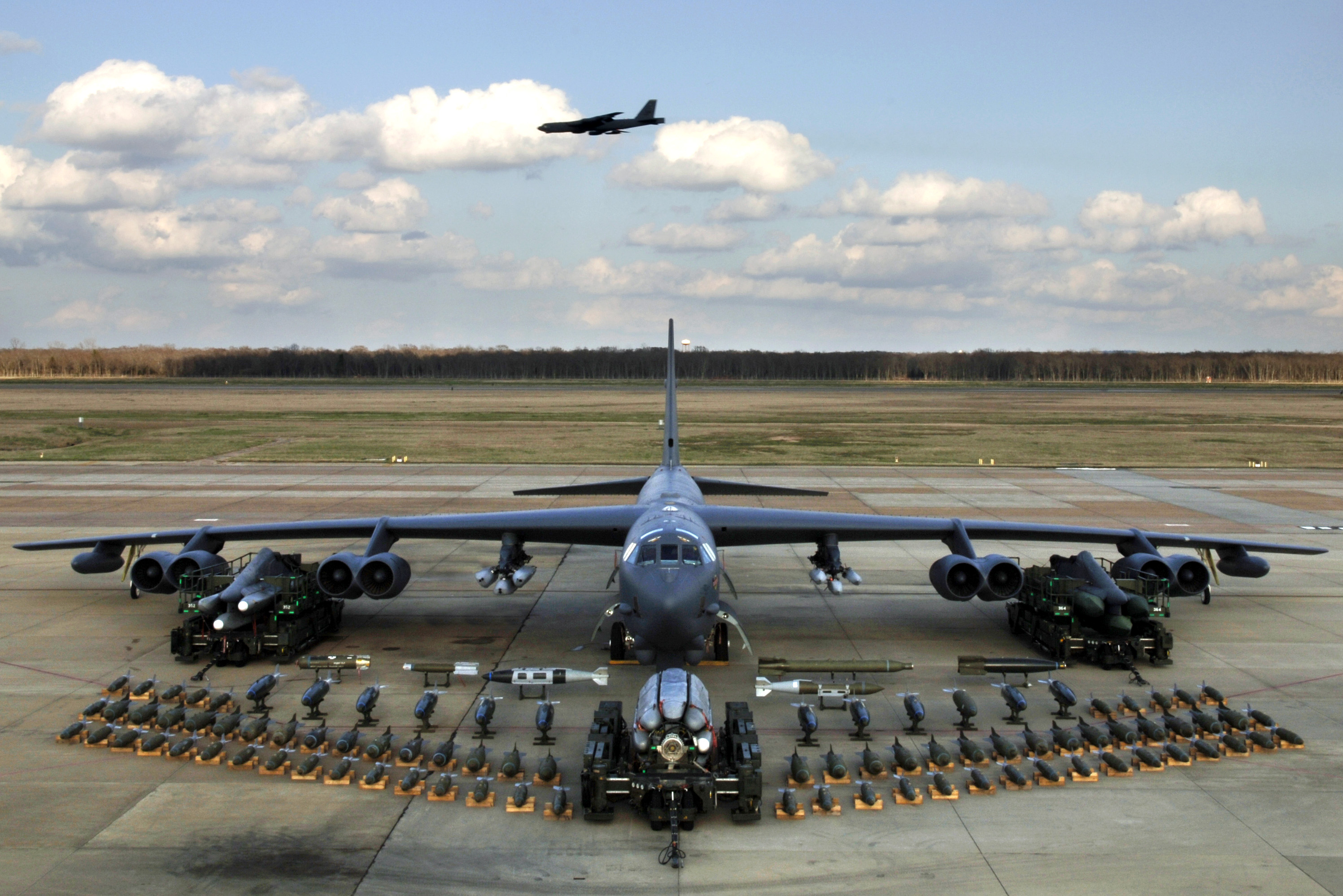
B-52の搭載兵器

また、戦闘爆撃機・マルチロール機として出現したF-111やF-15E等が、かつての大型戦略爆撃機であるB-29を上回る搭載量を実現したことも影響している。F-111は当初目標の一つの制空戦闘機としてはものにならなかったものの、低空侵攻可能な戦闘爆撃機としては優秀であるため、対地攻撃任務に主眼を置いた戦術爆撃機として運用されてきた。さらに爆撃性能に特化し、この機体を戦略爆撃機として発展させたFB-111という派生型が開発されたこともある。核兵器自体も技術の進歩により小型化され、搭載・運用に必ずしも以前のような大型機を必要としなくなった。また機体単独で航続力を確保しなくても、空中給油技術の確立によって航続距離を延伸可能になったことも、戦闘機サイズの機体で戦略爆撃任務を担う事が可能になった一因である。
より小型の機体で戦略爆撃機としての任務をほぼ代替できる以上、高価な大型戦略爆撃機を多数配備する意味は小さくなってしまった。空中給油に頼らない航続力や大型兵器の運用能力を生かした任務はニッチ的な状況に陥り、担当機種を新規に開発する必要性が大幅に薄れていき、現在に至るも旧式機であるB-52がコストの面において兵器としての価値を保持し続けることになっているのである。
ただし1機種だけ例外的存在がある。B-1は、ペイロードを含めてあらゆる性能でB-52を上回る、超音速戦略爆撃機である。A型では爆弾倉のレイアウトがまずく、大型のAGM-86B巡航ミサイルを機内搭載できなかったものの、B型ではレイアウトを変更し搭載可能となった。しかしこのB-1の性能は（特にアメリカに敵対する可能性のある陣営にとって）過剰なものとされ、第二次戦略兵器削減条約による制限により、現在は緊急近接航空支援という、当初の目論見とはまったく別の任務を担っている。そのようなB-1であるが、可変翼機構などの整備負担が重く、運用コストの点ではB-52に軍配が上がる。
こうして、最後の「爆撃機らしい爆撃機」B-52は有力な後継が登場しないままに生き残り、減勢しながらもなおアメリカ空軍の爆撃機戦力の一翼を担い続けている。2009年現在使用されているB-52は最終量産型であるH型の71機のみだが、アメリカ空軍は今後も延命措置などを行い現役に留める予定である。当面は2050年までの予定とされるが、さらに延長される可能性もある。
初期型のB-52が現役だった頃には「機長（多くは30歳代以上）より機体の方が年上」、あるいは「親子二代でB-52に乗っている」といった例がしばしば見られたと言うが、B-52の退役が先に延びるにつれ「親子三代でB-52に乗っている」という例も現れている。このまま退役の先延ばしが続けば四代、五代という家系も出現する可能性がある。

### 今後の運用

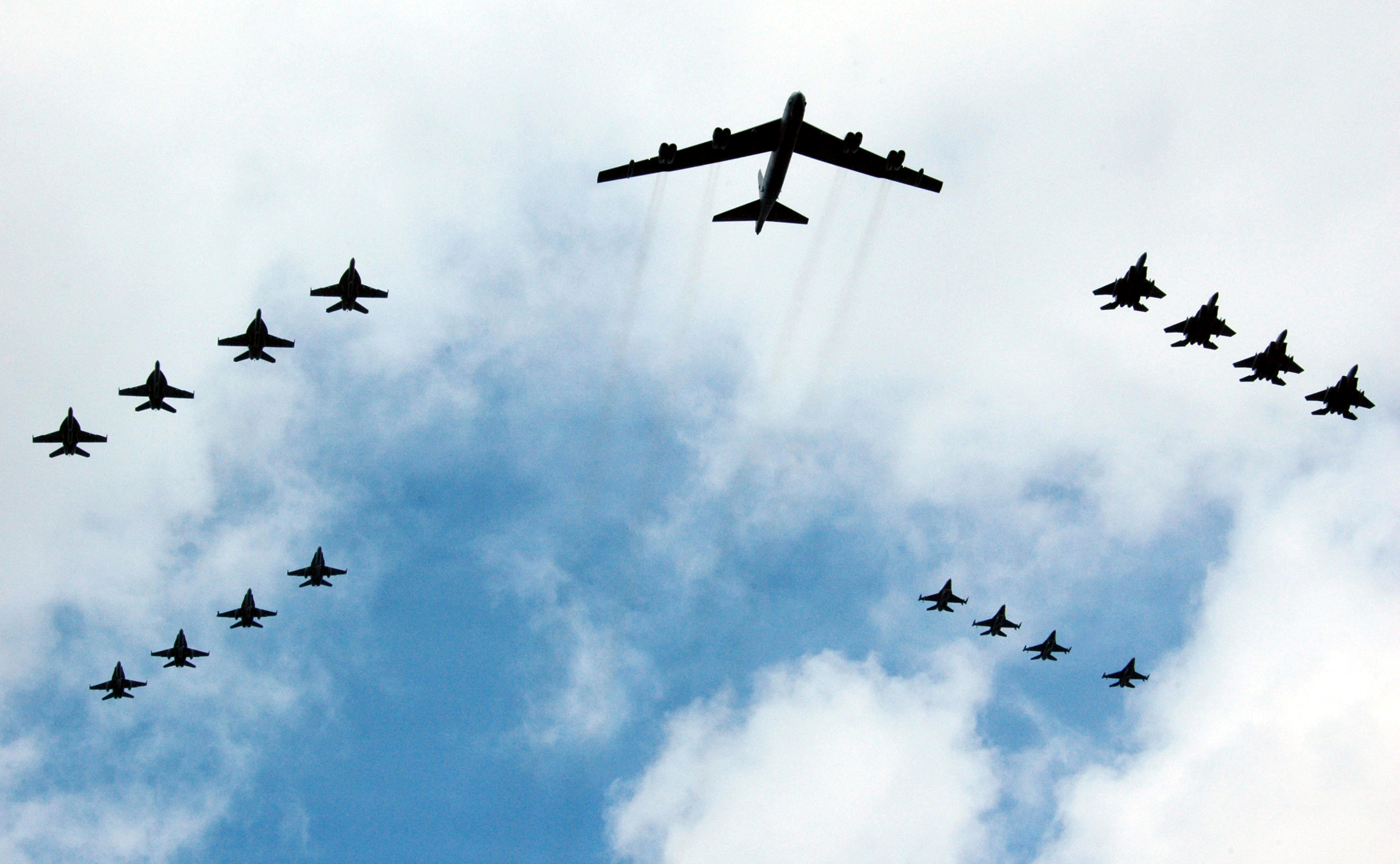
「勇敢な盾2007軍事訓練」に参加するB-52（2007年8月14日）

2024年時点の計画では2050年代までの運用が予定されており、2052年まで続けば前例のない100年間に渡り実戦配備された航空機かつ正面装備となる。
アメリカ空軍はB-52H型のうち、18機を年1機のペースで退役させる予定だった。しかし、2008年にグアム島で1機を事故喪失したため、2016年に保管中のB-52H（61-0007）が再生された。2016年5月16日にもグアム島で1機が墜落喪失したため、デイビスモンサン空軍基地で保管されていたB-52Hが再生され2020年12月14日に再び飛行した。さらに、一部の機体は電子戦用機EB-52に改造される予定である。
B-52には今後も各種の延命措置や改造が計画・立案されている。大掛かりな内容では、高バイパス比ターボファンへのエンジン換装計画があり、これは主に航続距離の増加を狙ったものといわれる。この計画の候補として現在と同じ8エンジン機にするという案と、より大きく大推力のエンジン4つと換装する案が上がっていた。ボーイング社は現在のTF33エンジン（出力17,000ポンド）8発を、ロールス・ロイス RB211 535E-4エンジン（出力40,000ポンド）4発に換装する案を提示していた。エンジン数を減らす代わりに強力な大型エンジンを搭載し、燃費と出力を同時に改善することによって、航続距離とペイロードの向上が期待できるとしていた。しかし性能の向上が見込めるとしても、エンジン換装には多額の投資を要する（ボーイング案の場合、1機あたり3,600万USドル、71機全てを改造する場合、トータル25億ドル余）ため、現在のTF33エンジンのままで維持した方がより低コストで合理的との試算もあり、エンジン換装が実現するかどうかは不明であった。
2015年3月8日、アメリカ空軍はアリゾナ州ツーソンの退役軍用機の集積場に保管されていた機体の運用を再開すると発表した。
2018年2月、アメリカ空軍では戦略爆撃機の編成として、2020年代後半までにB-1とB-2を退役させ、エンジン換装などで延命したB-52を75機、新型のB-21を100機とする計画を発表した。
2021年9月24日、P&WがTF33のサポートを2030年で打ち切る意向を示したことに伴い、B-52の換装用エンジンにロールス・ロイス F130（同社製BR725の軍用タイプ）が採用されたことが発表された。出力としては現行のTF33と同程度になるため、2発1組で8発の構成は維持されることとなった。
| 会計年度(FY) | B-52A | B-52B | B-52C | B-52D | B-52E | B-52F | B-52G | B-52H |
| ------------ | ----- | ----- | ----- | ----- | ----- | ----- | ----- | ----- |
| 1954         | 3     |       |       |       |       |       |       |       |
| 1955         |       | 13    |       |       |       |       |       |       |
| 1956         |       | 35    | 5     | 1     |       |       |       |       |
| 1957         |       | 2     | 30    | 92    |       |       |       |       |
| 1958         |       |       |       | 77    | 100   | 10    |       |       |
| 1959         |       |       |       |       |       | 79    | 50    |       |
| 1960         |       |       |       |       |       |       | 106   |       |
| 1961         |       |       |       |       |       |       | 37    | 20    |
| 1962         |       |       |       |       |       |       |       | 68    |
| 1963         |       |       |       |       |       |       |       | 14    |

## 派生型

### 量産機
B-52は、1962年10月26日までに合計744機が生産され、2009年現在も71機のH型が運用されている。

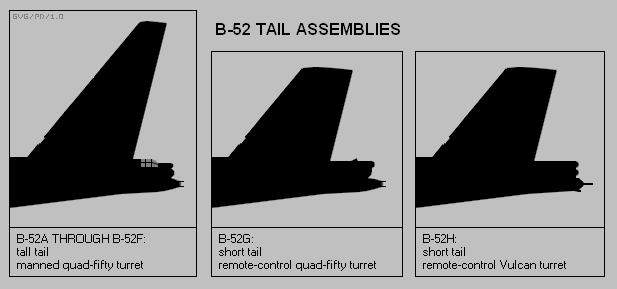
各型の尾部の比較

B-52B
50機生産。エンジンとアビオニクスがアップグレードされた。うち27機はRB-52Bとして完成した。また後に7機のB-52Bはサンフラワー（Sunflower）計画の下、B-52C仕様に改造された。
B-52の実用型のうち、B型の初期生産機のみ尾部防御銃座に連装20mm機関砲（M24x2）を装備している。
B-52C
35機生産。1956年3月初飛行。翼下増槽により最大離陸重量と航続距離を増大した。元々RB-52Cとして発注された機体であるが爆撃機型として完成した。公式にはRB-52Cの名称が使用されることはなかったが偵察任務についた機体は俗にその名で呼ばれることはある。
尾部防御銃座の備砲はAN-M3 12.7mm機関銃x4に変更され、以後の標準となった。
B-52D
170機生産。1956年5月初飛行。偵察機としての機能を削除して長距離爆撃機に特化した機体。一部は通常爆弾が大量搭載できるように改造され、ベトナム戦争に投入された。
退役後は、キャッスル航空博物館をはじめ、多くの機体が展示保存されている。
B-52E
100機生産。1957年10月初飛行。低空侵攻用にアビオニクスと爆撃管制システムを改良したバージョン。
B-52F
89機生産。1958年5月初飛行。エンジンをP&W J57-P-43Wに換装。
B-52G
193機生産。低空長距離侵攻能力を強化した型。燃料搭載量の増加のための軽量化により機体構造を変更、居住性を強化。垂直尾翼上端を切り縮める形で全高を短縮している。後部銃手席を廃し、機首の乗員区画から操作するリモコン式銃座に変更。
1991年のSTART I（第一次戦略兵器削減条約）の締結により、ほとんどの機体が廃棄された。
B-52H
102機生産。1960年7月初飛行。エンジンをP&W J57ターボジェットからP&W TF33ターボファンに変更。後部機銃を12.7mm×4からM61 20mmバルカン×1に変更（1991年以降は尾部銃は撤去されている）。一部の機体はD-21飛行試験に使用された。
B-52J
2018年時点で検討中の構想名。運用中のB-52H 76機を改修する。エンジンをP&W TF33ターボファンからロールス・ロイス F130に換装し、アビオニクス、防御装置、センサー、射出座席などを更新。改修機は2050年代まで運用・飛行が可能。最初の2機が2025年末に引き渡される予定である。また、全76機のエンジン換装作業は2035年までに完了する予定。
2019年1月、アメリカ空軍のヒース・コリンズ(Heath Collins)准将は改修型「B-52H」(全76機)を「B-52J」の新名称で運用する予定だと発言している。
ロールス・ロイスのF130(BR700)は、燃料消費率(SFC)が0.39(lb fuel/lb thrust/hr)であり、TF33(JT3D)が0.52~0.71(lb fuel/lb thrust/hr)であることから、同推力同燃料であれば、約25％以上の航続距離の延伸が可能である。
RB-52B
センサーないしカメラを含んだポッドを装備した偵察型。
RB-52C
C型の偵察機型。

### 試験機・試作機
XB-52
2機生産。1952年10月2日初飛行。最初の原型機。地上試験中に損傷し、修理のために初飛行はYB-52に遅れることとなった。1機は、YB-52に改修された。
YB-52
1機XB-52より改修。1952年4月15日初飛行。2番目の原型機。操縦席はバブルキャノピーで、タンデム配置。
B-52A
3機生産。頭記号がないものの最初の量産型であるが爆撃航法装備等を持たない実質的な追加試作機で各種フライトテストに使用された。試作機との外見上の相違点は座席配置がサイド・バイ・サイドになっているなどの点がある。
JB-52E
B-52Eの1機（機体番号57-0119）を、8基あるTF33エンジンのうち、2基のみTF39エンジン1基に換装した機体。
NB-52A
B-52Aの最終号機（機体番号52-0003）を、超音速試験機X-15の試験支援機に改造した機体。X-15は専用のパイロンに搭載された。時期によって塗装が異なる。
NB-52B

B型のうち1機（機体番号52-0008）を、X-15の試験支援機に改造した機体。その後、ペガサスロケットの打ち上げや、X-38の投下実験、ハイパーX計画ためのX-43発進実験など、NASAの多数の技術試験プロジェクトに参加した。2004年退役。
NB-52E
E型のうち1機（機体番号56-0632）を改造した機体。機首部にピトー管とカナード翼を追加された。カナード翼とLoad Alleviation and Mode Stabilization system (LAMS)（CCV技術）の試験に用いた。
NB-52H
H型を基にしたNASAの試験支援機（機体番号61-0025）。2002年から運用。

## ギャラリー

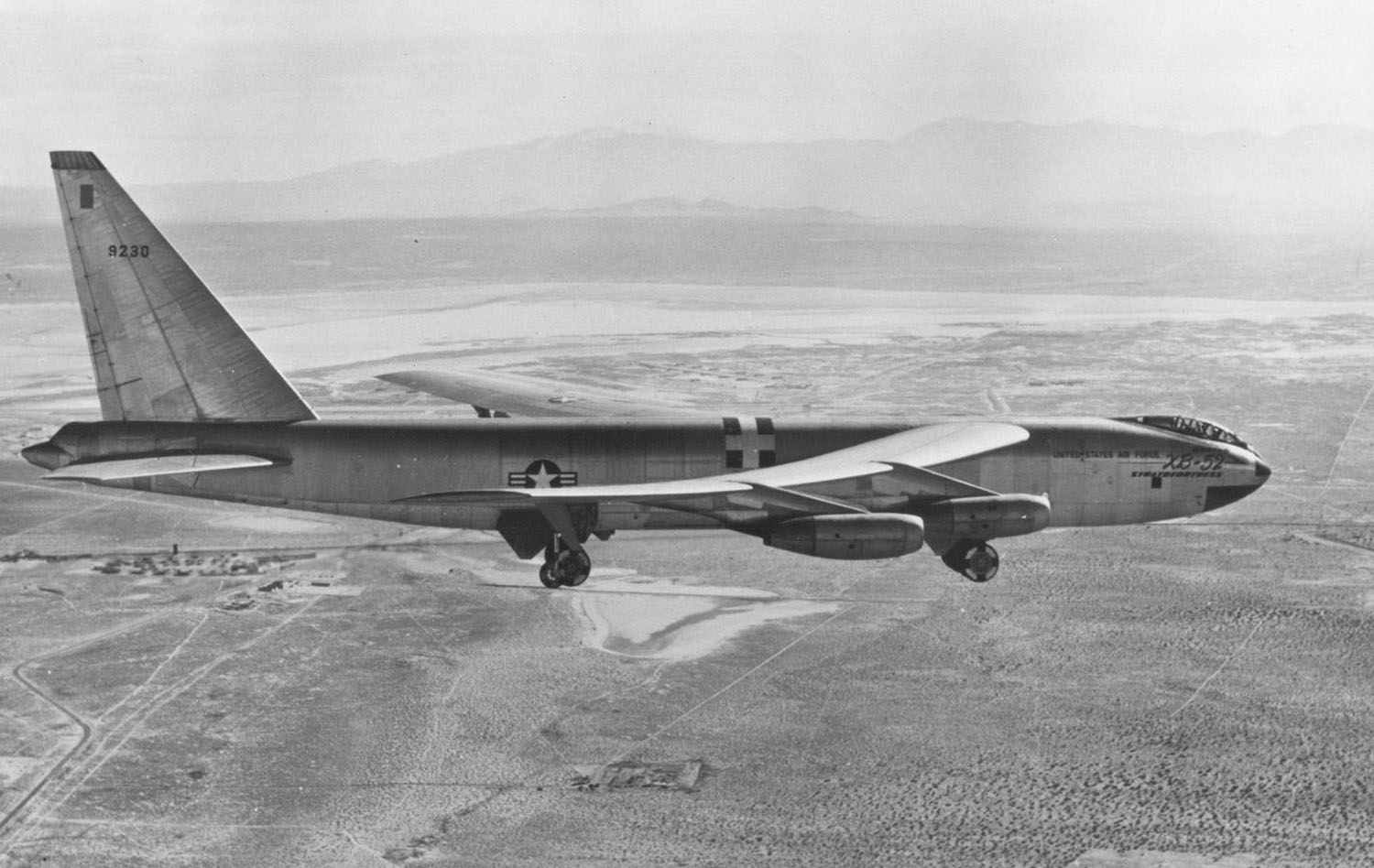
XB-52
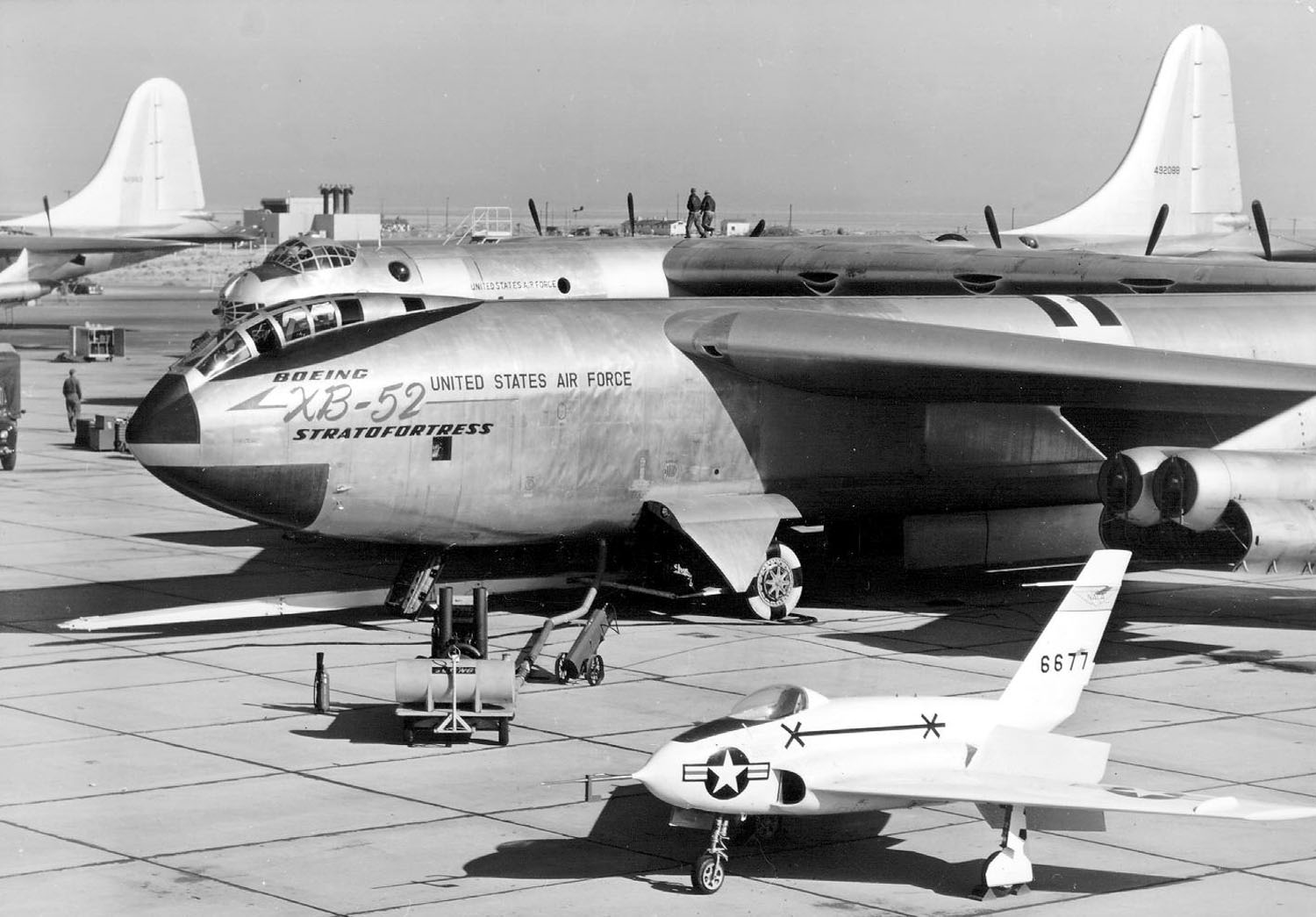
XB-52の機首部。量産機とは異なる形状を持つ。手前の機体はX-4。背後にはB-36
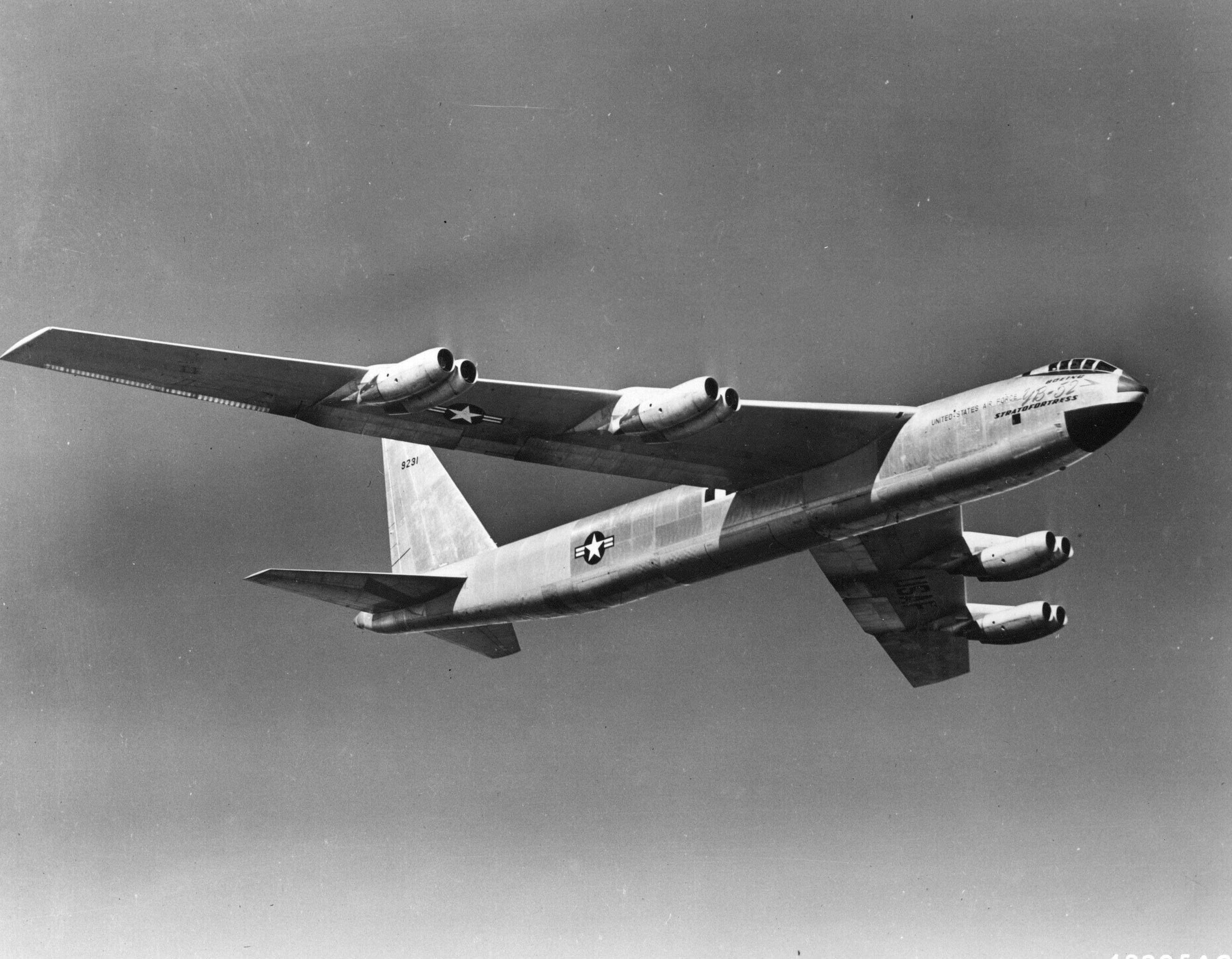
YB-52
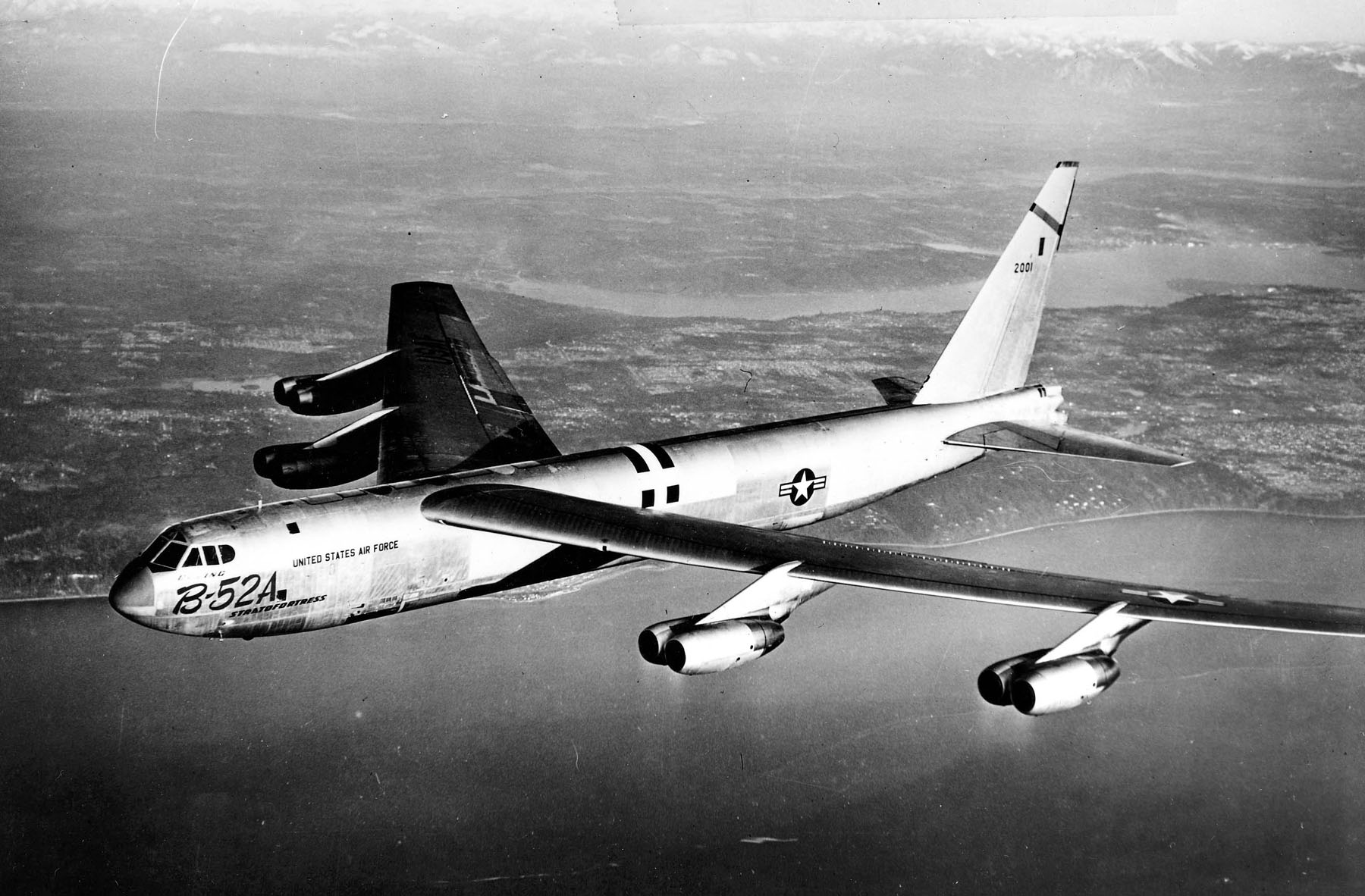
B-52A
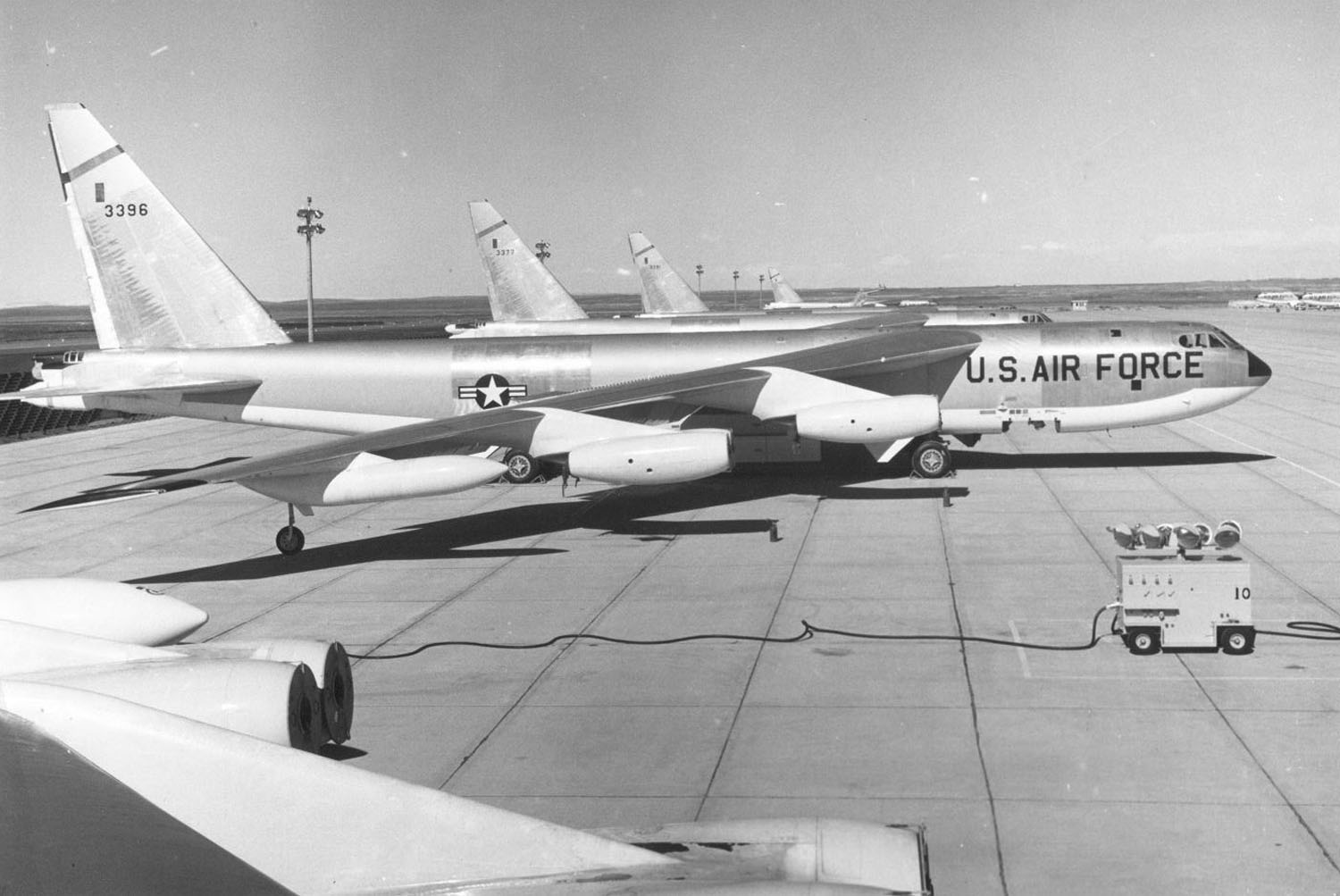
B-52B
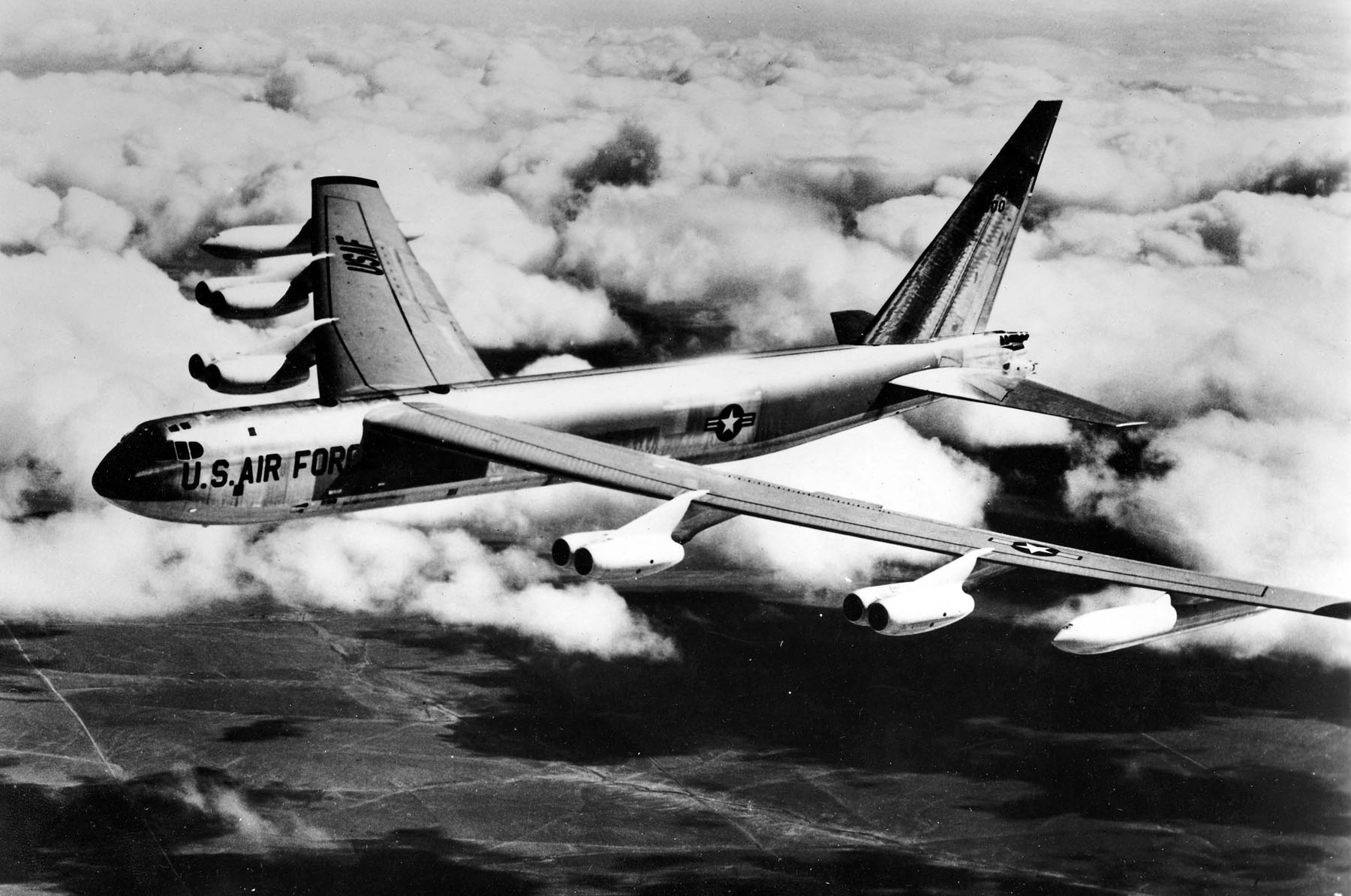
B-52C
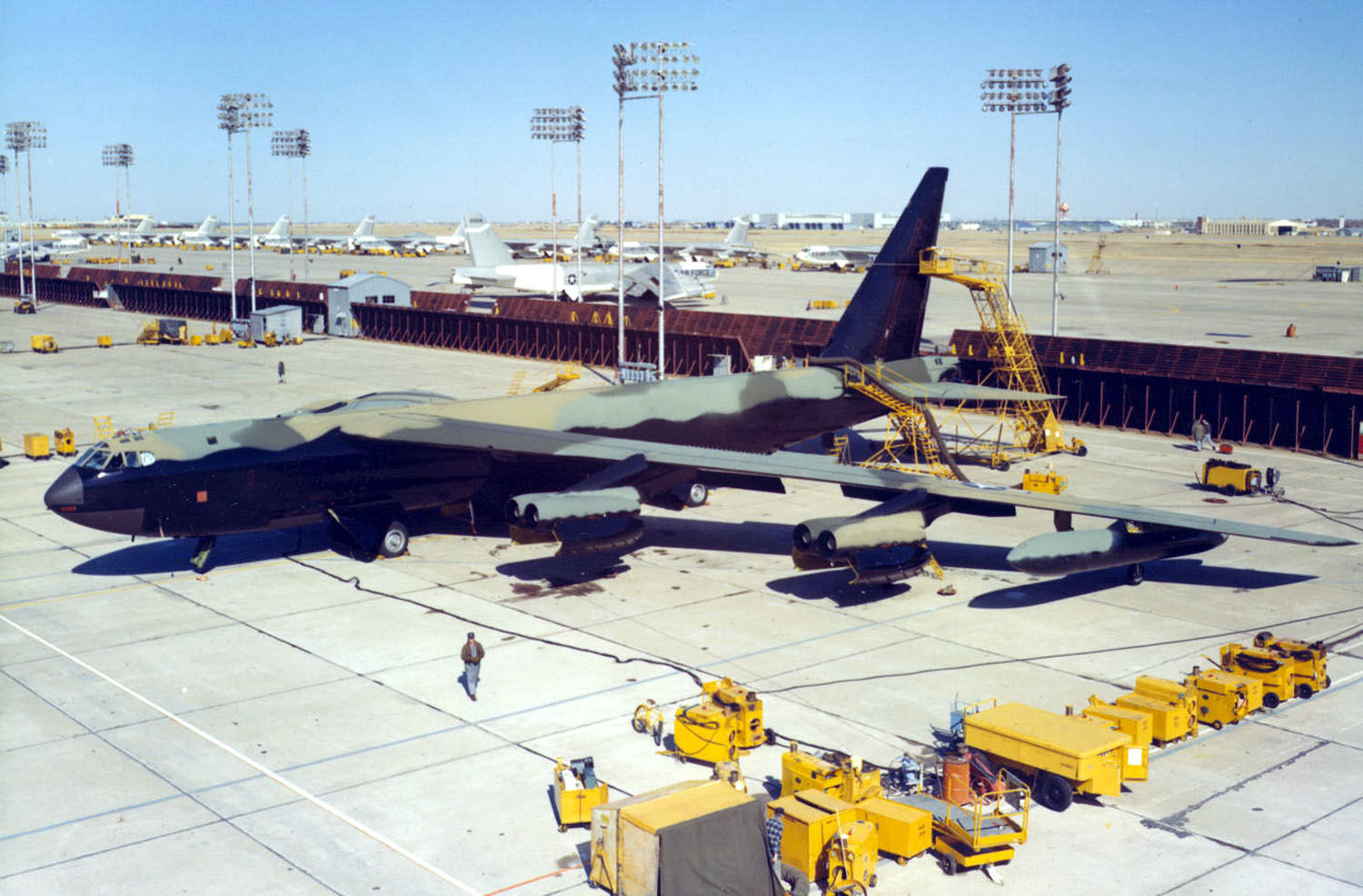
機体の整備を受けるB-52D
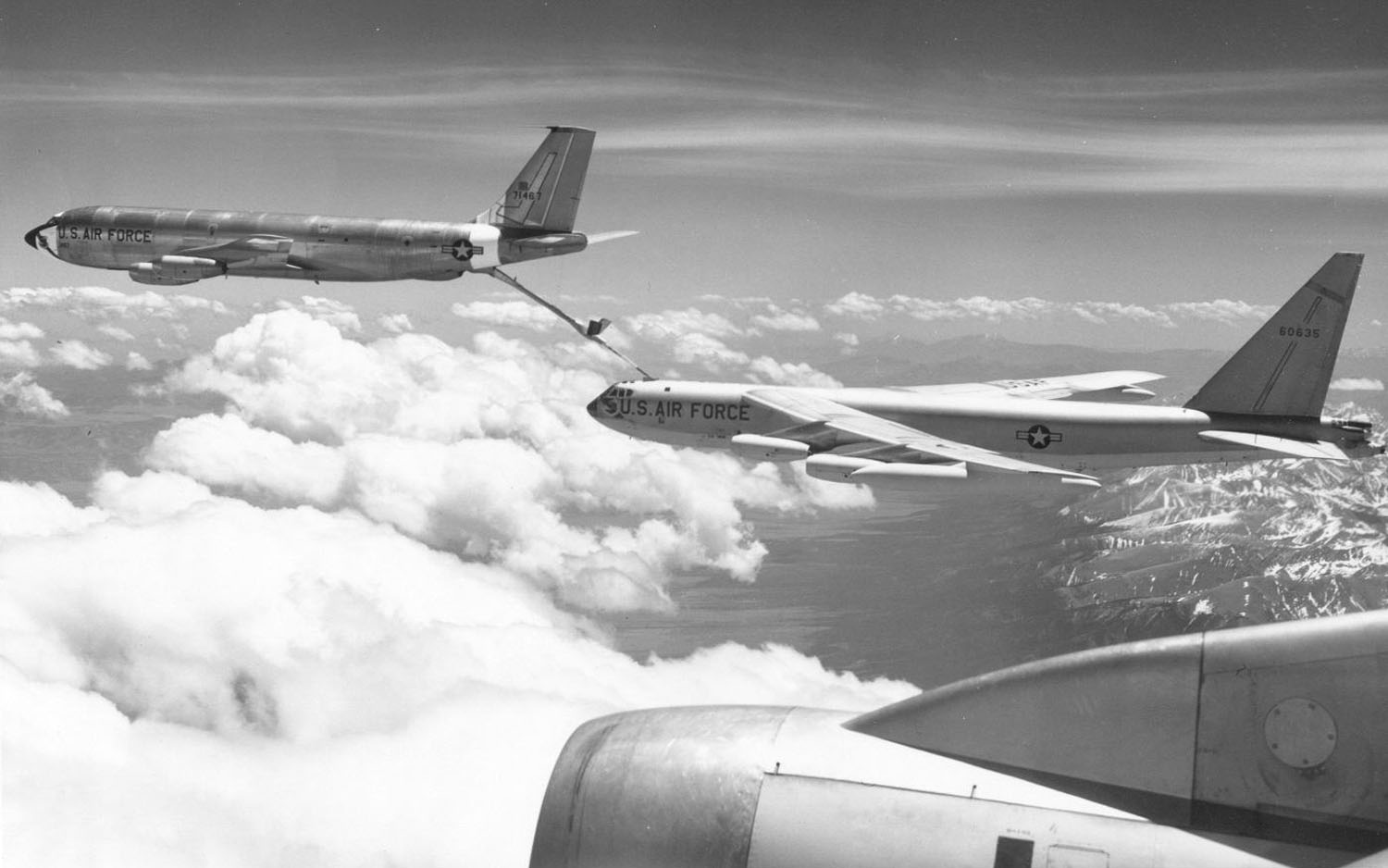
KC-135Aから給油を受けるB-52E（機体番号56-0635）
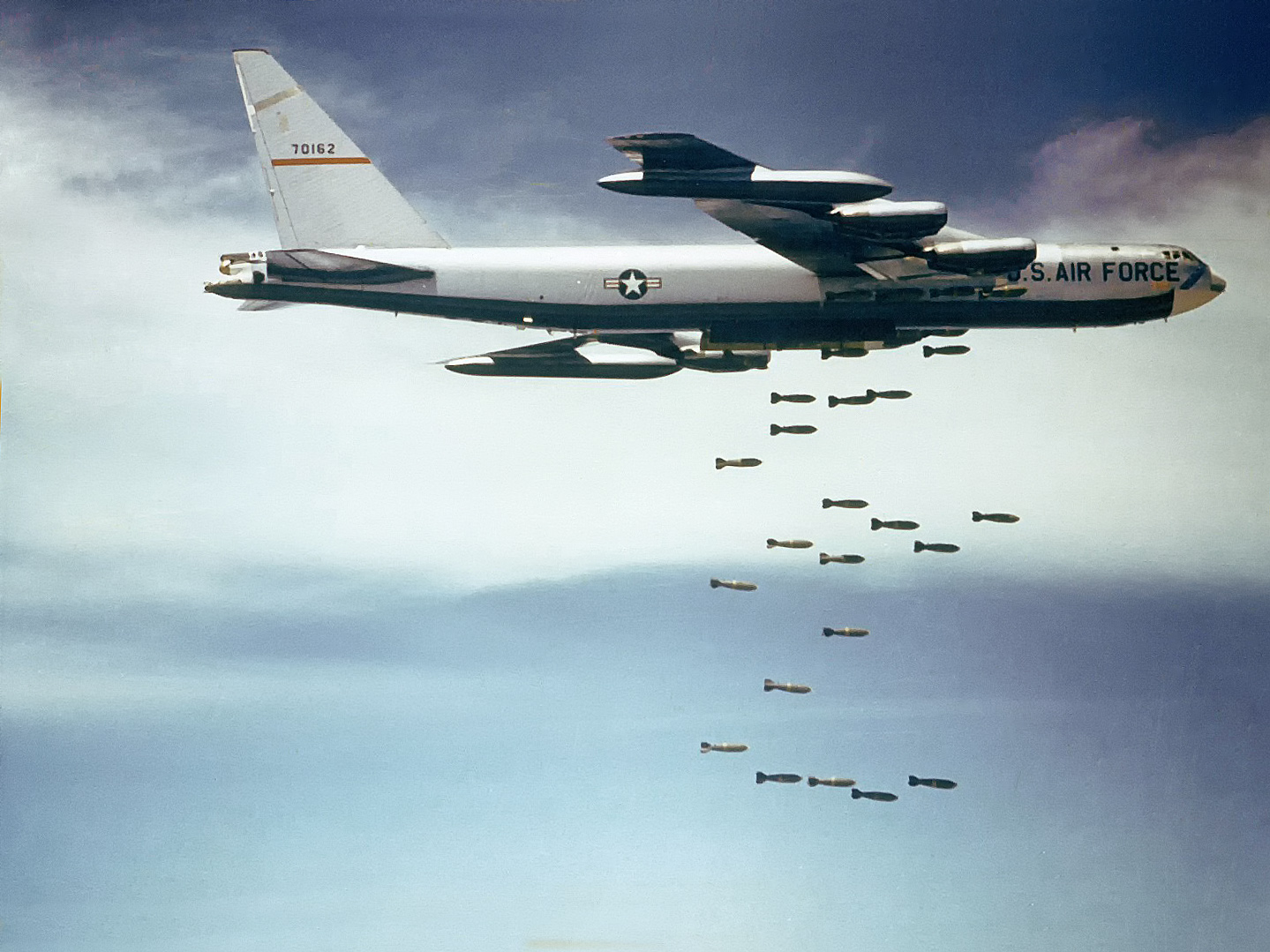
爆弾を投下するB-52F
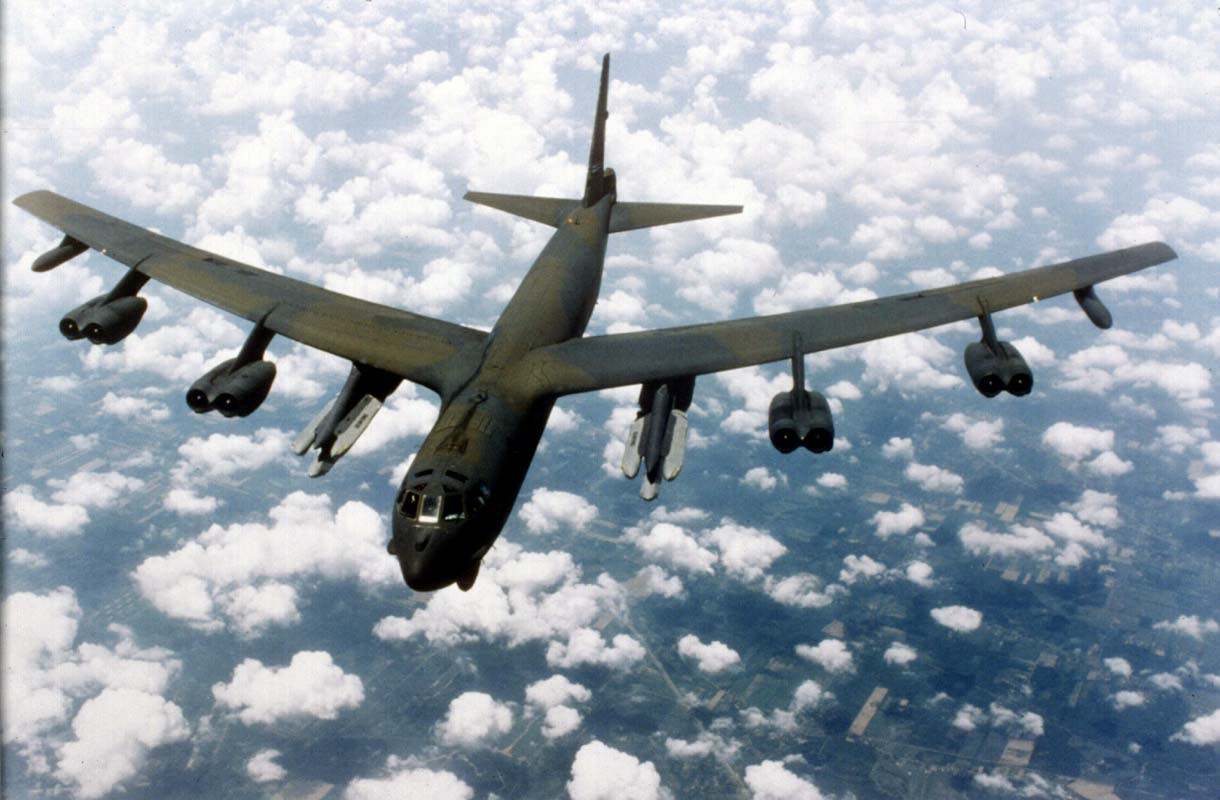
AGM-86Bを装備するB-52G（1988年）
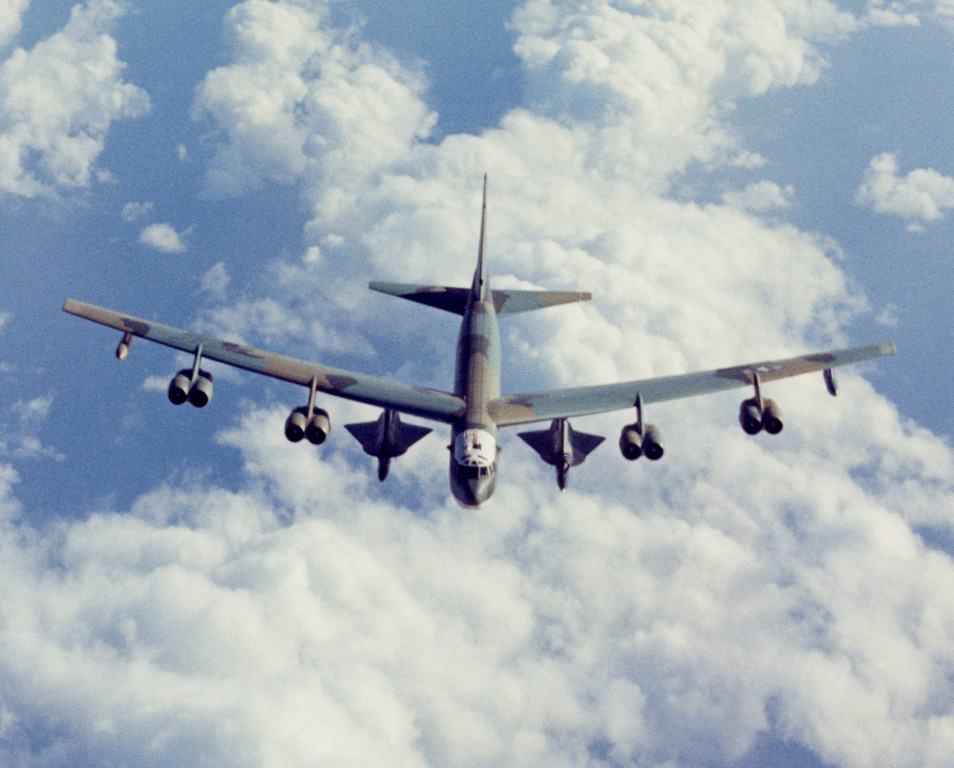
両翼下に2機のD-21Bを吊るしているB-52H
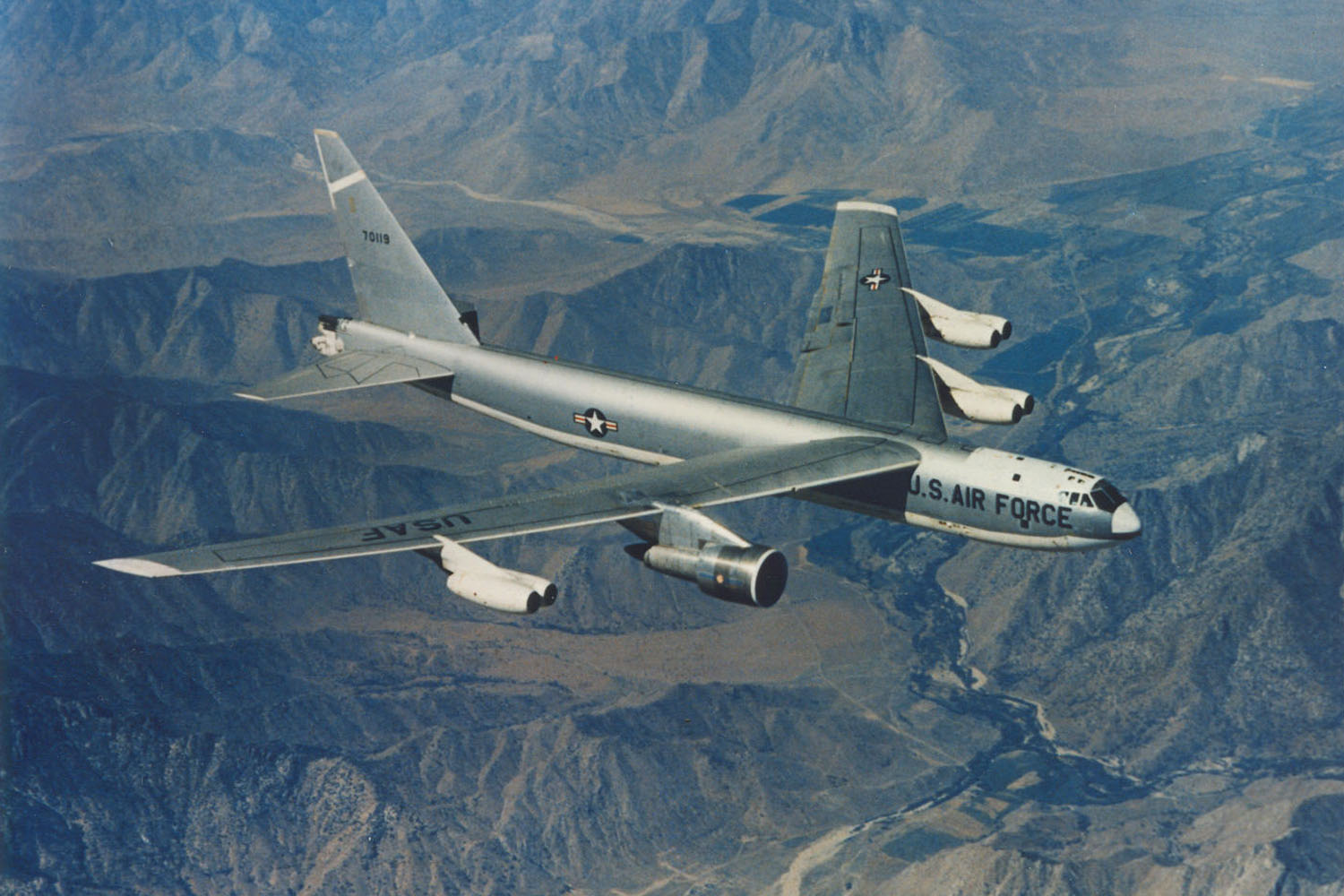
JB-52。TF33より大型のTF39エンジンに注目
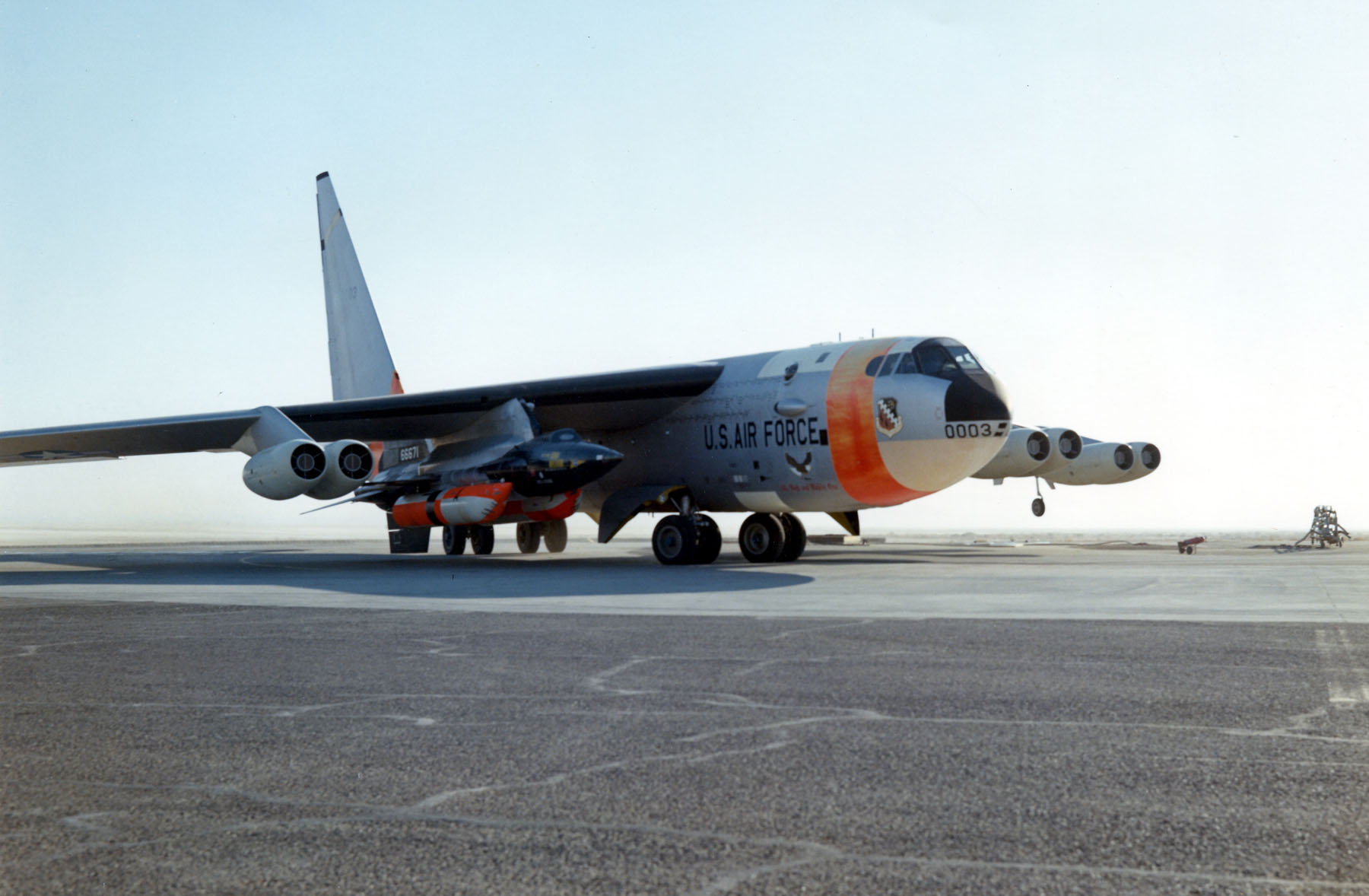
NB-52Aと、翼下のパイロンに吊るされたX-15
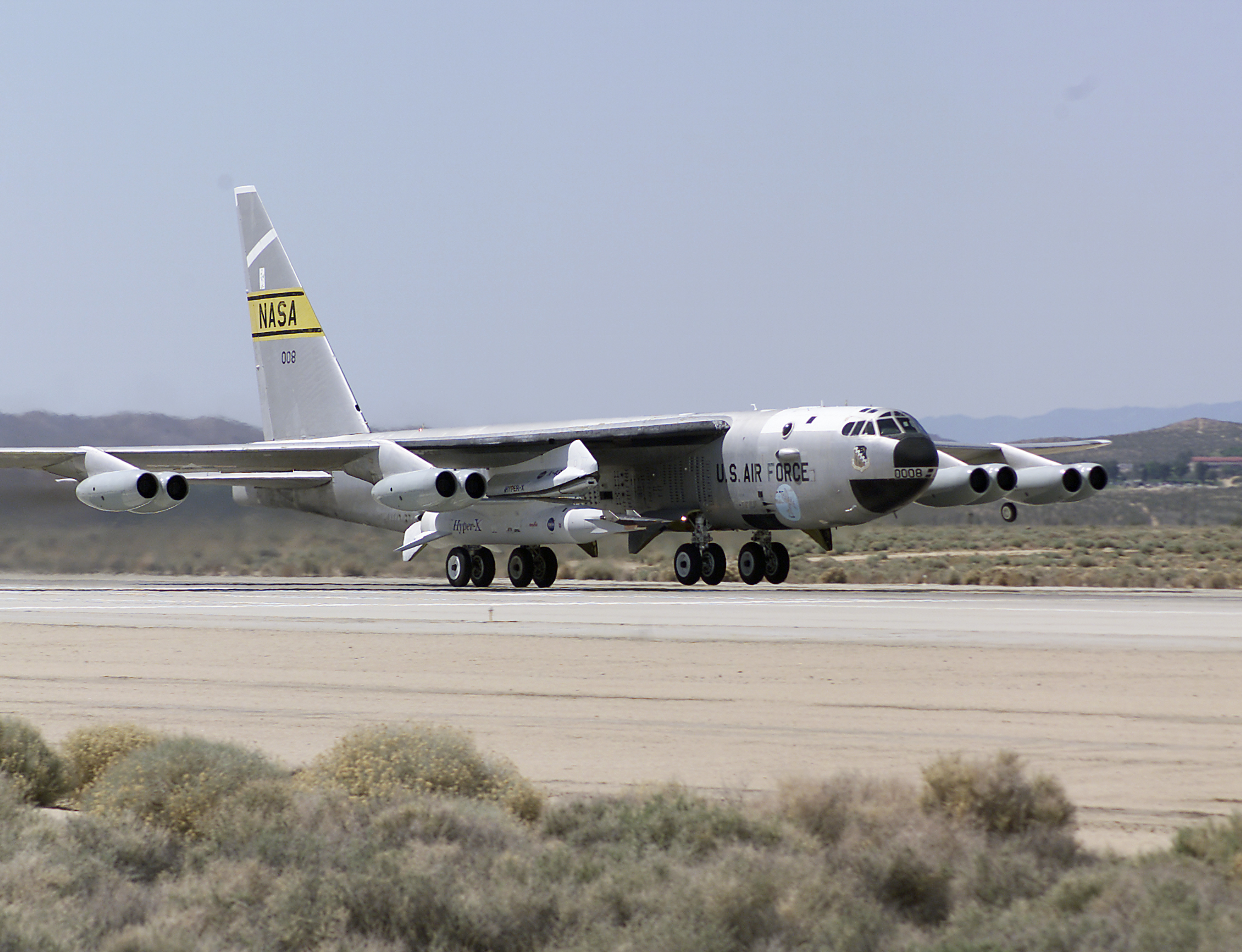
胴体下にX-43を搭載し、離陸するNB-52B
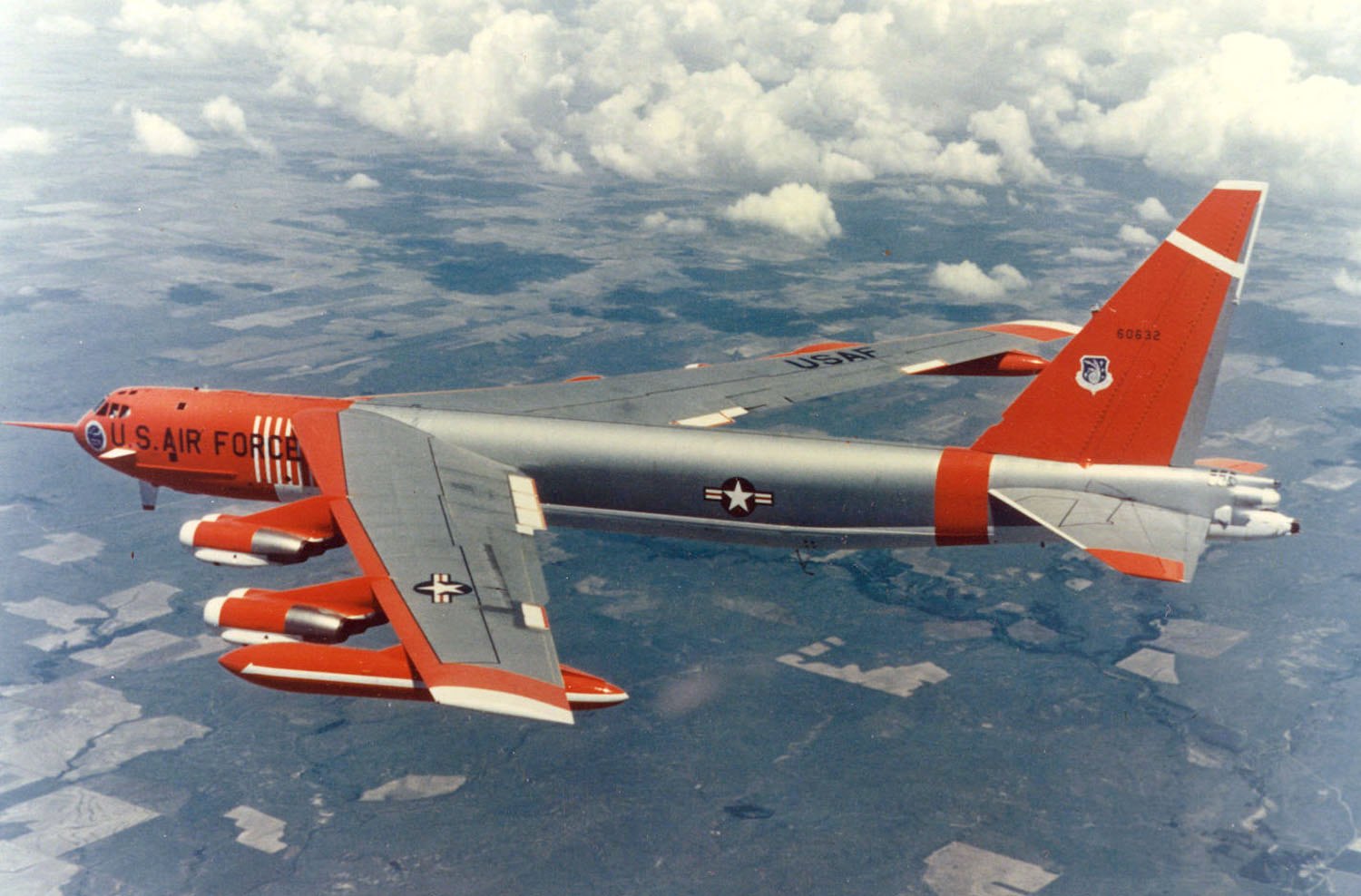
NB-52E。機首先端のピトー管が目立つ
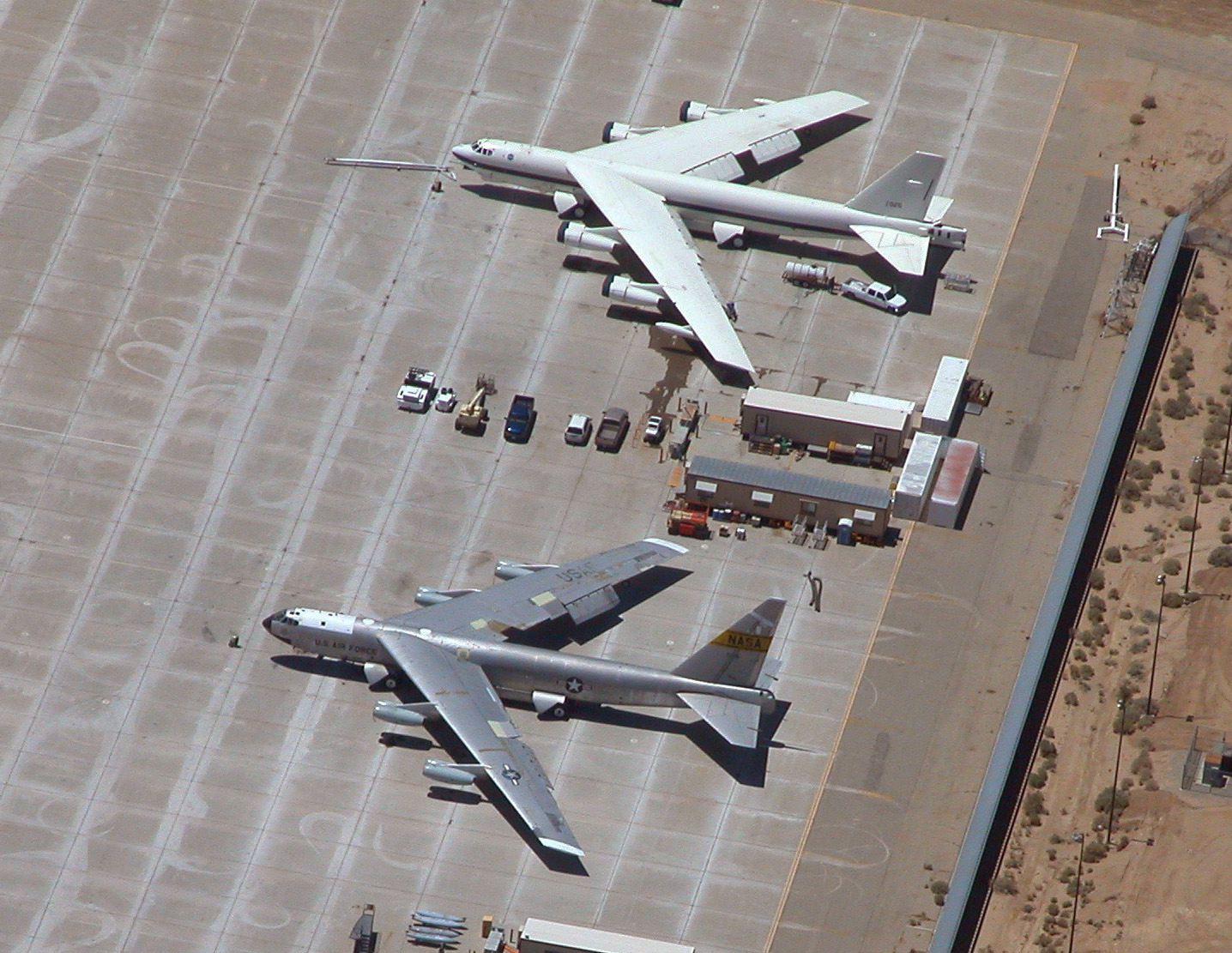
NB-52H（奥）とNB-52B（手前）。機首部の長さや尾部の形状など、両者に違いがある

## 諸元
| 機体名               | B-52H | B-52H | B-52H |
| -------------------- | --- | --- | --- |
| 乗員                 | 5名 (機長、副操縦士、レーダーナビゲーター、航法士、EWO) | 5名 (機長、副操縦士、レーダーナビゲーター、航法士、EWO) | 5名 (機長、副操縦士、レーダーナビゲーター、航法士、EWO) |
| 全長                 | 156ft (47.55m) | 156ft (47.55m) | 156ft (47.55m) |
| 全幅                 | 185ft (56.39m) | 185ft (56.39m) | 185ft (56.39m) |
| 全高                 | 40.7ft (12.41m) | 40.7ft (12.41m) | 40.7ft (12.41m) |
| 翼面積               | 4,000ft2 (371.61m2) | 4,000ft2 (371.61m2) | 4,000ft2 (371.61m2) |
| エンジン             | プラット・アンド・ホイットニー TF33-P-3ターボファンエンジン×8基 (推力：75.62kN)                                                                                 | プラット・アンド・ホイットニー TF33-P-3ターボファンエンジン×8基 (推力：75.62kN)                                                                                 | プラット・アンド・ホイットニー TF33-P-3ターボファンエンジン×8基 (推力：75.62kN)                                                                                 |
| 空虚重量             | 169,822lbs (77,030kg) | 169,822lbs (77,030kg) | 169,822lbs (77,030kg) |
| 最大離陸重量         | 488,000lbs (221,353kg) | 488,000lbs (221,353kg) | 488,000lbs (221,353kg) |
| 戦闘重量             | 最小290,340lbs (131,696kg) 最大302,973lbs (137,426kg) | 最小290,340lbs (131,696kg) 最大302,973lbs (137,426kg) | 最小290,340lbs (131,696kg) 最大302,973lbs (137,426kg) |
| 搭載燃料             | 最小43,140gal (163,303ℓ) 最大47,168gal (178,549ℓ) | 最小43,140gal (163,303ℓ) 最大47,168gal (178,549ℓ) | 最小43,140gal (163,303ℓ) 最大47,168gal (178,549ℓ) |
| 武装                 | M-61 20mm機関砲×1門 (弾数計1,242発) ※現在では撤去 | M-61 20mm機関砲×1門 (弾数計1,242発) ※現在では撤去 | M-61 20mm機関砲×1門 (弾数計1,242発) ※現在では撤去 |
| 搭載兵器             | AGM-69A/AGM-86B×20発、AGM-84×12発、AGM-154 JSOW空対地ミサイル、Mk.82を胴体内に×27発、翼下に×18発 チャフ435kg・フレアー122kg 最大ペイロード 70,000lbs (31,751kg) | AGM-69A/AGM-86B×20発、AGM-84×12発、AGM-154 JSOW空対地ミサイル、Mk.82を胴体内に×27発、翼下に×18発 チャフ435kg・フレアー122kg 最大ペイロード 70,000lbs (31,751kg) | AGM-69A/AGM-86B×20発、AGM-84×12発、AGM-154 JSOW空対地ミサイル、Mk.82を胴体内に×27発、翼下に×18発 チャフ435kg・フレアー122kg 最大ペイロード 70,000lbs (31,751kg) |
| 爆弾搭載量           | 35,400lbs (16,057kg) | 35,400lbs (16,057kg) | 35,400lbs (16,057kg) |
| ペイロード(最大)     | 44,666lbs (20,260kg) | | |
| 最高速度             | 555kn/20,700ft (1,028km/h 高度6,309m) | 555kn/20,700ft (1,028km/h 高度6,309m) | 555kn/20,700ft (1,028km/h 高度6,309m) |
| 上昇能力(最大)       | 10,450ft/m S.L. (53.09m/s 海面高度) | 10,450ft/m S.L. (53.09m/s 海面高度) | 10,450ft/m S.L. (53.09m/s 海面高度) |
| 実用上昇限度         | 47,700ft (14,539m) | 47,700ft (14,539m) | 47,700ft (14,539m) |
| 航続距離             | 8,810n.mile (16,316km) | 8,810n.mile (16,316km) | 8,810n.mile (16,316km) |
| 戦闘行動半径（最大） | 4,285n.mile (7,936km) | | |

飛行性能の比較
| ミッション     | BASIC MISSION                         | DESIGN LOAD                           | MAX BOMB LOAD                         |
| -------------- | ------------------------------------- | ------------------------------------- | ------------------------------------- |
| 離陸重量       | 488,000lbs (221,353kg)                | 488,000lbs (221,353kg)                | 488,000lbs (221,353kg)                |
| 戦闘重量       | 302,973lbs (137,426kg)                | 298,923lbs (135,589kg)                | 290,340lbs (131,696kg)                |
| 搭載燃料       | 47,168gal (178,549ℓ)                  | 45,983gal (174,064ℓ)                  | 43,140gal (163,303ℓ)                  |
| 爆弾搭載量     | 10,000lbs (4,536kg)                   | 17,700lbs (8,029kg)                   | 35,400lbs (16,057kg)                  |
| ミサイル搭載量 | ―                                     | ―                                     | ―                                     |
| チャフ・フレア | 1,230lbs (558kg)                      | 1,230lbs (558kg)                      | 1,230lbs (558kg)                      |
| ペイロード     | 11,230lbs (5,094kg)                   | 18,930lbs (8,587kg)                   | 36,630lbs (16,615kg)                  |
| 最高速度       | 555kn/20,700ft (1,028km/h 高度6,309m) | 555kn/20,700ft (1,028km/h 高度6,309m) | 555kn/20,700ft (1,028km/h 高度6,309m) |
| 上昇能力       | 6,630ft/m S.L. (33.68m/s 海面高度)    | 6,920ft/m S.L. (35.15m/s 海面高度)    | 10,450ft/m S.L. (53.09m/s 海面高度)   |
| 実用上昇限度   | 46,900ft (14,295m)                    | 47,150ft (14,371m)                    | 47,700ft (14,539m)                    |
| 航続距離       | ―                                     | ―                                     | ―                                     |
| 戦闘行動半径   | 4,260n.mile (7,890km)                 | 4,145n.mile (7,677km)                 | 3,865n.mile (7,158km)                 |
| ミッション     | ALTERNATE LOAD                        | MISSILE LOAD                          | FERRY                                 |
| 離陸重量       | 488,000lbs (221,353kg)                | 488,000lbs (221,353kg)                | 482,376lbs (218,802kg)                |
| 戦闘重量       | 303,716lbs (137,763kg)                | 287,015lbs (130,188kg)                | 196,045lbs (88,925kg)                 |
| 搭載燃料       | 47,383gal (179,364ℓ)                  | 41,200gal (155,959ℓ)                  | 48,030gal (181,813ℓ)                  |
| 爆弾搭載量     | 8,600lbs (3,901kg)                    | 17,700lbs (8,029kg)                   | ―                                     |
| ミサイル搭載量 | ―                                     | 25,736lbs (11,674kg)                  | ―                                     |
| チャフ・フレア | 1,230lbs (558kg)                      | 1,230lbs (558kg)                      | ―                                     |
| ペイロード     | 9,830lbs (4,459kg)                    | 44,666lbs (20,260kg)                  | ―                                     |
| 最高速度       | 555kn/20,700ft (1,028km/h 高度6,309m) | 553kn/20,500ft (1,024km/h 高度6,248m) | 555kn/20,800ft (1,028km/h 高度6,340m) |
| 上昇能力       | 6,640ft/m S.L. (33.73m/s 海面高度)    | 6,730ft/m S.L. (34.19m/s 海面高度)    | 6,960ft/m S.L. (35.36m/s 海面高度)    |
| 実用上昇限度   | 46,850ft (14,280m)                    | 47,800ft (14,569m)                    | 55,350ft (16,871m)                    |
| 航続距離       | ―                                     | ―                                     | 8,810n.mile (16,316km)                |
| 戦闘行動半径   | 4,285n.mile (7,936km)                 | 3,480n.mile (6,445km)                 | ―                                     |

## 展示中の機体
- 軍での運用機以外での現存機を表している。

| 型名          | 番号    | 機体写真       | 国名                      | 所有者                                                 | 公開状況 | 保存状態 | 備考                          |
| ------------- | ------- | -------------- | ------------------------- | ------------------------------------------------------ | -------- | -------- | ----------------------------- |
| NB-52A-1-BO   | 52-0003 |                | アメリカ アリゾナ州       | ピマ航空宇宙博物館                                     | 公開     | 静態展示 |                               |
| GB-52B-5-BO   | 52-0005 |                | アメリカ コロラド州       | ウィングスオーヴァーザロッキーズ航空宇宙博物館         | 公開     | 修復中   |                               |
| NB-52B-10-BO  | 52-0008 |                | アメリカ カリフォルニア州 | エドワーズ空軍基地博物館                               | 公開     | 静態展示 | 製造番号 16498。              |
| RB-52B-10-BO  | 52-0013 |                | アメリカ ニューメキシコ州 | 国立原子力博物館                                       | 公開     | 静態展示 |                               |
| RB-52B-15-BO  | 52-8711 |                | アメリカ ネブラスカ州     | 戦略空軍航空宇宙博物館                                 | 公開     | 静態展示 |                               |
| RB-52B-30-BO  | 53-0379 |                | アメリカ カリフォルニア州 | エドワーズ空軍基地                                     | 公開     | 保管     |                               |
| B-52D-10-BW   | 55-0057 |                | アメリカ アラバマ州       | マクスウェル空軍基地                                   | 公開     | 静態展示 |                               |
| B-52D-15-BW   | 55-0062 |                | アメリカ ミシガン州       | K・I・ソーヤー遺産博物館 (K・I・ソーヤー空軍基地内)    | 公開     | 静態展示 |                               |
| B-52D-20-BW   | 55-0067 |                | アメリカ アリゾナ州       | ピマ航空宇宙博物館                                     | 公開     | 静態展示 |                               |
| B-52D-55-BO   | 55-0068 |                | アメリカ テキサス州       | 空軍歴史文化博物館 (ラックランド空軍基地内)            | 公開     | 静態展示 |                               |
| B-52D-55-BO   | 55-0071 |                | アメリカ アラバマ州       | 戦艦記念公園 (戦艦アラバマ記念館)                      | 公開     | 静態展示 |                               |
| B-52D-55-BO   | 55-0083 |                | アメリカ コロラド州       | アメリカ空軍士官学校                                   | 公開     | 静態展示 |                               |
| B-52D-55-BO   | 55-0085 |                | アメリカ ジョージア州     | ミュージアム・オブ・エイヴィエーション                 | 公開     | 静態展示 | 製造番号 17201。              |
| B-52D-60-BO   | 55-0094 |                | アメリカ カンザス州       | カンザス航空博物館(Kansas Aviation Museum)             | 公開     | 静態展示 |                               |
| B-52D-60-BO   | 55-0095 |                | アメリカ フロリダ州       | ヴァリアント空軍軍用機博物館                           | 非公開   | 修復中   |                               |
| B-52D-65-BO   | 55-0105 |                | 韓国 ソウル               | 朝鮮戦争記念館                                         | 公開     | 静態展示 |                               |
| B-52D-25-BW   | 55-0677 |                | アメリカ ミシガン州       | ヤンキー航空博物館                                     | 公開     | 静態展示 |                               |
| B-52D-25-BW   | 55-0679 |                | アメリカ カリフォルニア州 | マーチフィールド航空博物館                             | 公開     | 静態展示 | 製造番号 464026。             |
| B-52D-70-BO   | 56-0585 |                | アメリカ カリフォルニア州 | 空軍飛行試験センター博物館                             | 公開     | 静態展示 |                               |
| B-52D-70-BO   | 56-0586 | 運用時(1982年) | アメリカ グアム準州       | アーク・ライト記念館 (Arc Light Memorial)              | 公開     | 静態展示 |                               |
| B-52D-75-BO   | 56-0589 |                | アメリカ テキサス州       | シェパード空軍基地エアパーク (シェパード空軍基地内)    | 公開     | 静態展示 |                               |
| B-52D-80-BO   | 56-0612 |                | アメリカ カリフォルニア州 | キャッスル航空博物館                                   | 公開     | 静態展示 | 製造番号 17295。              |
| B-52D-80-BO   | 56-0629 |                | アメリカ ルイジアナ州     | バークスデール国際勢力博物館                           | 公開     | 静態展示 |                               |
| B-52D-30-BW   | 56-0657 |                | アメリカ サウスダコタ州   | サウスダコタ航空宇宙博物館                             | 公開     | 静態展示 |                               |
| B-52D-30-BW   | 56-0659 |                | アメリカ アリゾナ州       | ウォリアーパーク (デイヴィス・モンサン空軍基地内)      | 公開     | 静態展示 | 2012年2月に解体展示となった。 |
| B-52D-30-BW   | 56-0665 |                | アメリカ オハイオ州       | 国立アメリカ空軍博物館                                 | 公開     | 静態展示 |                               |
| B-52D-30-BW   | 56-0666 |                | アメリカ ジョージア州     | マイティ・エイティ空軍博物館                           | 公開     | 静態展示 |                               |
| B-52D-35-BW   | 56-0676 |                | アメリカ ワシントン州     | 軍隊航空宇宙博物館 (フェアチャイルド空軍基地内)        | 公開     | 静態展示 |                               |
| B-52D-40-BW   | 56-0683 |                | アメリカ ミズーリ州       | ホワイトマン空軍基地                                   | 公開     | 静態展示 |                               |
| B-52D-40-BW   | 56-0685 |                | アメリカ テキサス州       | ダイエス・リニアエアパーク (ダイエス空軍基地内)        | 公開     | 静態展示 |                               |
| B-52D-40-BW   | 56-0687 |                | アメリカ フロリダ州       | B-52記念公園                                           | 公開     | 静態展示 |                               |
| B-52D-40-BW   | 56-0689 | 通常は屋内展示 | イギリス                  | ダックスフォード帝国戦争博物館                         | 公開     | 静態展示 | 製造番号 464060。             |
| B-52D-40-BW   | 56-0692 |                | アメリカ オクラホマ州     | ティンカー空軍基地                                     | 公開     | 静態展示 |                               |
| B-52D-40-BW   | 56-0695 |                | アメリカ オクラホマ州     | チャールズ・B・ホールエアパーク (ティンカー空軍基地内) | 公開     | 静態展示 |                               |
| B-52D-40-BW   | 56-0696 |                | アメリカ カリフォルニア州 | トラヴィス空軍基地センター                             | 公開     | 静態展示 |                               |
| B-52E-50-BW   | 57-0101 |                | アメリカ ハワイ州         | パールハーバー太平洋航空博物館                         | 公開     | 静態展示 | 製造番号 464090。             |
| B-52E-55-BW   | 57-0119 |                | アメリカ カリフォルニア州 | エドワーズ空軍基地                                     | 公開     | 放置     | 製造番号 464108。             |
| B-52F-105-BO  | 57-0038 |                | アメリカ カリフォルニア州 | パームデール・エアパーク(アメリカ空軍第42工廠内)       | 公開     | 静態展示 | 製造番号 17432。              |
| GB-52F-105-BO | 57-0042 |                | アメリカ カリフォルニア州 | ヤンクス航空博物館                                     | 公開     | 静態展示 | 製造番号 17436。              |
| B-52G-75-BW   | 57-6468 |                | アメリカ ネブラスカ州     | ゾリンスキー記念エアパーク(オファット空軍基地)         | 公開     | 静態展示 | 製造番号 464173。             |
| B-52G-90-BW   | 57-6509 |                | アメリカ ルイジアナ州     | バークスデール国際勢力博物館                           | 公開     | 静態展示 | 製造番号 464214。             |
| B-52G-95-BW   | 58-0183 |                | アメリカ アリゾナ州       | ピマ航空宇宙博物館                                     | 公開     | 静態展示 | 製造番号 464251。             |
| B-52G-95-BW   | 58-0185 |                | アメリカ フロリダ州       | 空軍武器博物館                                         | 公開     | 静態展示 | 製造番号 464253。             |
| B-52G-100-BW  | 58-0191 |                | アメリカ ユタ州           | ヒル空軍博物館                                         | 公開     | 静態展示 | 製造番号 464259。             |
| B-52G-100-BW  | 58-0206 |                | アメリカ アリゾナ州       | セレブリティ・ロウ (デイヴィス・モンサン空軍基地内)    | 公開     | 静態展示 | 製造番号 464272。             |
| B-52G-105-BW  | 58-0225 |                | アメリカ ニューヨーク州   | モホークヴァレーB-52記念館                             | 公開     | 静態展示 | 製造番号 464293。             |
| B-52G-105-BW  | 58-0232 |                | アメリカ テキサス州       | ハンガー25航空博物館                                   | 公開     | 静態展示 | 製造番号 464300。             |
| B-52G-125-BW  | 59-2577 |                | アメリカ ノースダコタ州   | グランドフォークス空軍基地                             | 公開     | 静態展示 | 製造番号 464340。             |
| B-52G-125-BW  | 59-2579 |                | アメリカ ネヴァダ州       | スクロギンズ航空施設                                   | 公開     | 静態展示 | 製造番号 464342。             |
| B-52G-125-BW  | 59-2584 |                | アメリカ ワシントン州     | ミュージアム・オブ・フライト                           | 公開     | 静態展示 | 製造番号 464347。             |
| B-52G-130-BW  | 59-2596 |                | オーストラリア            | オーストラリア航空遺産センター                         | 公開     | 静態展示 | 製造番号 464359。             |
| B-52G-130-BW  | 59-2601 |                | アメリカ ヴァージニア州   | 戦術航空軍団記念公園(ラングレー空軍基地内)             | 公開     | 静態展示 | 製造番号 464364。             |
| B-52G         | ??-???? |                | ベトナム ハノイ市         | ベトナム軍事歴史博物館                                 | 公開     | 静態展示 |                               |
| B-52G         | ??-???? |                | ベトナム ハノイ市         | ヒウティエップ湖                                       | 公開     | 放置     |                               |
| B-52D?/G?     | ??-???? |                | ベトナム ハノイ市         | B-52ヴィクトリーミュージアム                           | 公開     | 静態展示 |                               |

## 登場作品

### 映画
『007は二度死ぬ』
大里化学工業の手により人工衛星が撃破されるのを見て、ソビエト連邦による実力行使と察知したアメリカ軍が使用する。しかし、あと1歩のところでボンドが起爆装置を作動させ攻撃衛星が自爆したため、退避命令が出される。
007シリーズに登場する数少ない米軍機である。
『B52爆撃隊』
B-52がまもなく配備されるキャッスル空軍基地に赴任したパイロットと、朝鮮戦争時代の同僚ながら過去の出来事により不信感を持つベテラン整備士を中心とした人間ドラマと、実戦配備に向けた最終テストが描かれる。当時のキャッスル空軍基地はB-52の拠点として再編成が進み、B-52の乗員や整備士の訓練所などが併設されていた。
登場するのは配備が始まったばかりのB型。アメリカ空軍が全面協力し、主人公も整備士であるため、地上では整備や給油など裏方の作業が多く描かれ、テスト飛行中も機内から降着装置を応急修理するなど、珍しいシーンが多い。
『鋼鉄の雨』
北朝鮮に対し、日本海から戦術核弾頭を搭載した巡航ミサイルによる攻撃を行うため、マイノット空軍基地より飛び立つ。北海道上空及び日本海上空で航空自衛隊のF-15Jが護衛しており、編隊飛行している。
『昆虫大戦争』
水爆を輸送中、亜南群島上空で虫の大群に襲われ墜落する。
実機は登場せず、飛行シーンはミニチュア、コクピットはセットで撮影された。コクピットが実機よりも広く、爆弾倉を直接覗けるようになっている。
『世界侵略: ロサンゼルス決戦』
宇宙からの侵略軍に対し爆撃を試みようとするが、その前に基地ごと何機かが破壊されてしまう。
『博士の異常な愛情』
反共思想から妄想を抱いた戦略航空団のリッパー将軍が、指揮下のB-52に対して独断でソ連への核攻撃を命令。後に命令解除暗号が解読されたことで攻撃中止となったが、対空攻撃で無線機が故障した1機のみが進撃を続ける。
操縦室内の精巧なセットが作られ、命令傍受から攻撃準備・爆弾投下までの細かい手順が描かれている。
核爆弾搭載仕様のB-52の内部構造は軍事機密であり、美術チームは資料を頼りにセットを創作することとなった。あまりにも正確なセットのため、キューブリックは美術チームがFBIの捜査対象になるのではないかと心配したという。

### 漫画・アニメ
『Cat Shit One』
アメリカ軍機が登場。ベトナム戦争に参加している。
『SHOGUN』
主人公が、払い下げされたB-52を利用してオゾン層再生ビジネスを展開する。その後も主人公の移動機として利用されている。
『エリア88』
主人公らと敵対する陣営が、約20機のB-52による爆撃機部隊を所持している。また、実在しない空中給油機型B-52も最低1機保有している。
『サイボーグ009』
第1作第16話「太平洋の亡霊」に登場。乗員たちが司令官の恐れる日本軍の戦闘機「月光」の話をしている最中に、突如現れた月光に撃墜される。
『第2次朝鮮戦争 ユギオII』
小林源文の漫画。終盤、アメリカ軍所属機が多数登場し、平壌直轄市を爆撃する。
『勇者王ガオガイガー』
第22話に登場。厚木基地の開放デーで一般公開されていたB-52Hが、ゾンダー化された一般客によりゾンダーロボEI-21に変貌してしまう。なお、劇中では登場人物による詳しい解説がなされている。
『ヨルムンガンド』
アールを殺害したヘックスに対し、復讐のためにココが使用。潜伏先のイラク北部山岳地の洞窟に対し、山が抉れるほどの絨毯爆撃を行い、ヘックスを自決に追い込む。なお、この機体の入手経路は不明。
『ルパン三世 ルパンVS複製人間』
マモーが所有するカリブ海の島を爆撃するために飛来。大量の爆弾を投下する。
『ルパン三世 グッバイ・パートナー』
アメリカ軍がAIと量子コンピュータが守る要塞基地「エリア61」への攻撃のためECM等の電子攻撃への耐性のある当機を採用した無誘導投下爆撃を行ったが堅牢な防御攻撃の前に投下した爆弾は全て破壊された。

### 小説
『オールド・ドッグ出撃せよ』
ソ連軍の秘密レーザー基地を破壊するために、B-52を全面改装して最新電子機器と強力なミサイルを搭載したステルス爆撃機「B-52I オールド・ドッグ」として登場する。
『遙かなる星』
米ソ核戦争と化した第三次世界大戦の終結後、日本がどこかから本機を回収し、沖縄に建てられた北崎重工総合技術博物館にXB-70ヴァルキリーともに屋外展示していることが語られる。

### ゲーム
『World in Conflict』
シアトル東部のI-95橋攻防戦終盤に橋を破壊するために登場するほか、アメリカ軍陣営を選択している時に絨毯爆撃を要請した時に出現する。
『エースコンバットシリーズ』
各作品でH型が敵機・友軍機として登場する。プレイヤー機として使用（操作）できる作品は今のところまだない。敵機としての登場が多いが、『エースコンバット6』では一部ステージで友軍機として登場。支援要請を行うことで爆撃を行い、プレイヤーをサポートしてくれる。
『エアフォースデルタ』
『エアフォースデルタII』において敵機として派生形が登場（エンジンが左右2基ずつ増設されている）。爆撃機ではなく小型スペースシャトル射出機として登場する。
『コール オブ デューティシリーズ』
『CoD:BO』
マルチプレイで8キルストリークを達成するとB-52による絨毯爆撃「ローリングサンダー」を要請できる。
『CoD:MW3』
パリでロシア軍に包囲された主人公たちを援護するため、A-10 サンダーボルトII・AC-130と共にロシア軍に対して爆撃を行う。
『ザ・クルー』
モハーヴェ空港のスクラップヤードにF-5やC-130、AH-1と共に放棄されている。
『大戦略シリーズ』
生産タイプ、または陣営がアメリカの場合にユニットとして生産可能。
『マーセナリーズ』
航空攻撃要請「カーペット・ボム」を要請すると国連軍所属の機体が飛来してくる。
『メタルギアソリッド ピースウォーカー』
本編には直接登場しないが、B-52のシルエットの周りに円を描いてピースマークを模したロゴが作品ジャケットや作中に描かれており、「核による平和」、つまり核抑止を暗喩している。
『紺碧の艦隊2 ADVANCE』
アメリカの爆撃機として登場。